# Historia del ferrocarril en España

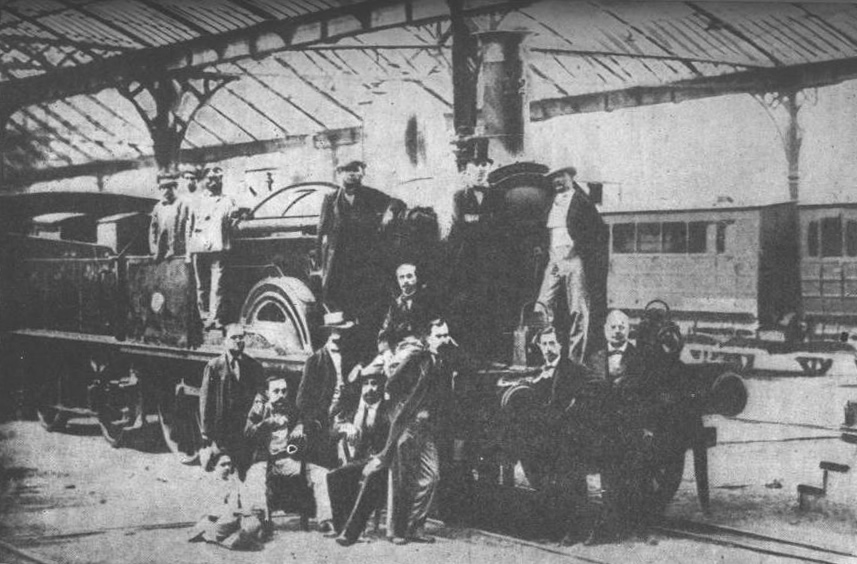
La locomotora número 12 de la línea Barcelona-Mataró, hacia 1860.

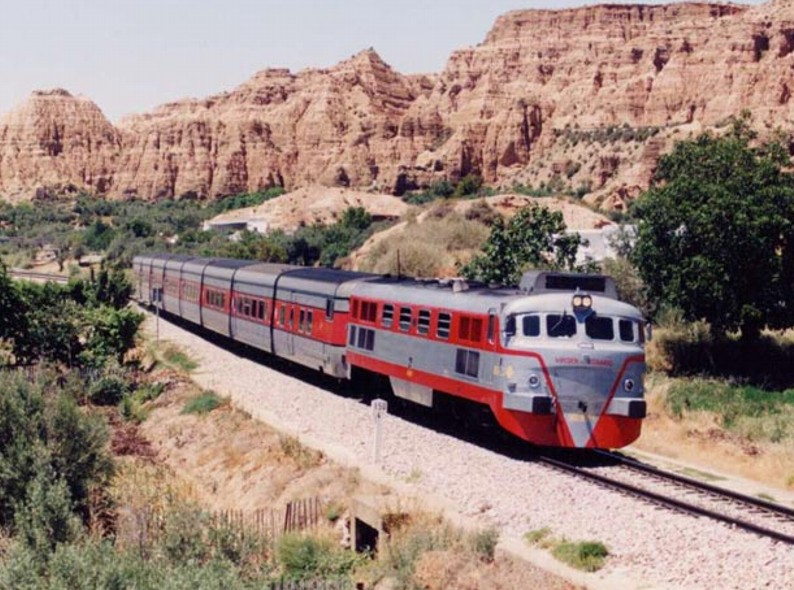
Talgo III circulando cerca de Guadix, a mediados de la década de 1990.

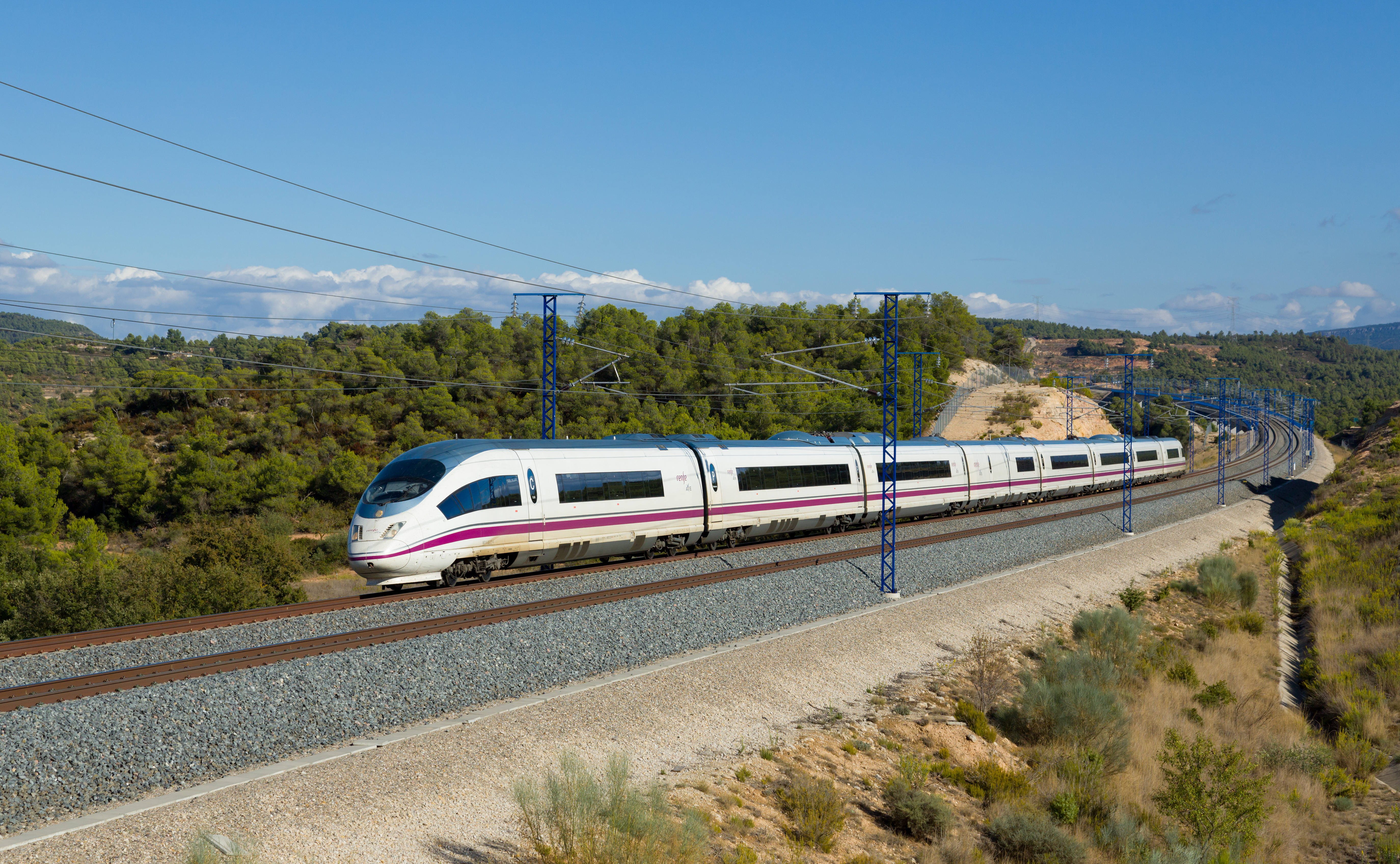
Vista de una moderna línea de Alta Velocidad Española y un modelo de tren AVE Serie 103 en su trayecto Tarragona-Madrid (2007).

La historia del ferrocarril en España comienza en el siglo XIX con la construcción de las primeras líneas ferroviarias y se extiende hasta la actualidad, habiéndose convertido este sistema de transporte en uno de los elementos más importantes de la sociedad y la economía españolas.
El primer ferrocarril español se construyó en 1837 en la entonces provincia española de Cuba, la línea La Habana-Güines. Unos años más tarde, en la península ibérica, se construyó la línea de Barcelona a Mataró en 1848. La línea, todavía hoy en uso, contaba con una longitud de 29,1 km y unía las poblaciones de Barcelona, Mataró, San Adrián de Besós, Badalona o Premiá de Mar. A partir de esa fecha se producirá una rápida expansión con la construcción de numerosas líneas de ferrocarril de ancho ibérico a cargo de las que se convertirán en las principales empresas ferroviarias de la época: la Compañía de los Ferrocarriles de Madrid a Zaragoza y Alicante (1856), la Compañía de los Caminos de Hierro del Norte de España (1858) o la Compañía de los Ferrocarriles Andaluces (1877). Esta situación se mantuvo sin grandes cambios hasta el estallido de la Guerra Civil en 1936, conflicto que causó graves daños en buena parte de la red ferroviaria española.
En 1941 la Dictadura franquista emprendió la nacionalización de todos los ferrocarriles españoles de ancho ibérico, mientras que las compañías que operaban las líneas de vía estrecha todavía mantuvieron su independencia hasta su posterior rescate estatal e integración en empresa Ferrocarriles de Vía Estrecha (FEVE). Las líneas de vía de ancho ibérico fueron integradas en la Red Nacional de los Ferrocarriles Españoles (RENFE). Ambas empresas continuaron su existencia hasta su desaparición, ya iniciado el siglo XXI, cuando sus funciones fueron asumidas por Administrador de Infraestructuras Ferroviarias (ADIF), encargada de las infraestructuras ferroviarias, y por Renfe Operadora, encargada de la explotación de los ferrocarriles de ancho ibérico, ancho internacional y vía estrecha. Por otro lado, desde la inauguración de la Línea de alta velocidad Madrid-Sevilla en 1992, se han ido expandiendo por España nuevas líneas hasta constituir una nueva red de alta velocidad (AVE).

## Los inicios
Antes de la construcción de las líneas férreas hay constancia de la utilización del ferrocarril para labores minera como el de la mina asturiana de Arnao, donde se extraía mineral mediante un sistemas de vías y vagonetas que formaban trenes con tracción animal en 1836. Más tarde, en 1833 se lanzó un proyecto para la unión ferroviaria entre Tarragona y Reus.

### La Habana-Güines, el primer ferrocarril de España
La historia del primer ferrocarril español y el primero de Iberoamérica comienza el 19 de noviembre de 1837, con la inauguración de la línea entre La Habana y Bejucal en la actual república de Cuba (entonces provincia de España). Esta línea de ferrocarril fue la primera que se construyó en el entonces territorio español y en toda Iberoamérica, la segunda de América y la cuarta del mundo. Durante su construcción murieron más de 2.000 trabajadores, algunos de ellos en régimen de esclavitud. Fue explotado por la Compañía de Caminos de Hierro de La Habana. 
Dicho ferrocarril estaba destinado a transportar las mercancías de la rica región agrícola de Güines con el puerto de La Habana. Se creó una junta para estudiar el proyecto. Un grupo de empresarios fundó una sociedad anónima para llevar a cabo el proyecto, que en 1833 encabezaban el conde de Fernandina, Joaquín Gómez y Miguel Biada. Sin embargo, finalmente el proyecto fue llevado a cabo por la Junta de Fomento de La Habana, esto es, la Administración Pública.
Fue una obra compleja donde destaca el puente sobre el río Almendares en el que se utilizaron 200 pilares de cantería que se importaron de EE. UU. Se contrató para la dirección de la obra al estadounidense Benjamin Wright, quien no pudo hacerse cargo de las obras al caer enfermo. Le sustituyó Alfredo Cruger, también estadounidense, que trabajó junto con dos hijos de Wright. Tuvo una labor relevante el ingeniero francés Julio Sagebién.
A las ocho horas del 15 de noviembre de 1837, onomástica de la reina regente Isabel II, sale el primer tren que recorrió los 28 km que separan La Habana de Bejucal. El tren inaugural llevaba en varios coches a unas setenta personas, entre ellas las autoridades de Cuba, parte bajo la lluvia y realiza el recorrido entre la curiosidad del público. Tres días más tarde, inicia regularmente el servicio de pasajeros y mercancías. 
El material rodante fue construido en Inglaterra y en La Habana. Las locomotoras las construyó John Braithwaite. Llegaron al puerto de La Habana el 28 de abril de 1837 y recibieron los nombres de Cubana, Havana, Villanueva y La Comisión. Otras cuatro máquinas se adquirieron a la empresa Reanis y llegaron el 23 de febrero de 1838. Se llamaron Herrera, Escovedo, Villa Urrutia y Cruger. Los 50 carros de carga, con capacidad de hasta 50 toneladas, se construyeron en La Habana y se completaron con ocho coches de pasajeros, de veinticuatro a veintiséis asientos. Posteriormente se adquirieron dos locomotoras de la fábrica de Mathias W. Baldwin en Filadelfia (EE. UU.), a las que se llamaron Cruger y Colón. El 15 de enero de 1838 a las siete de la mañana se produjo el primer accidente, un convoy tirado por la locomotora Villanueva chocó con un buey y descarriló.
Aunque la línea férrea cubana mantiene el honor de ser el primer ferrocarril construido en suelo bajo pabellón español, hay documentación de que ya en 1834 funcionaba un ferrocarril minero en la población asturiana de Arnao, según afirma el responsable del Museo del Ferrocarril de Gijón.

### Barcelona-Mataró: el primer ferrocarril peninsular
Cuando el 19 de noviembre de 1837 se inauguraba el ferrocarril en Cuba, en el acto de inauguración estaba presente el catalán Miguel Biada, oriundo de Mataró. La empresa cubana le agradó tanto que en el mismo acto le comentó al entonces Gobernador de la isla, el General Tacón: 

Cuando vuelva a mi país, antes de un año habré unido Barcelona con mi pueblo.

En 1840 Biada regresa a su tierra y comienza a desarrollar e impulsar el proyecto del ferrocarril entre Barcelona y Mataró, destinado al transporte de mercancías y viajeros. Se pone en contacto con José María Roca, que residía en Londres (Reino Unido), quien solicita el permiso de construcción al gobierno español el 30 de junio de 1843 y el gobierno le comunica su aprobación el 30 de noviembre. 
Roca y Biada consiguen interesar a un centenar de accionistas de Barcelona, a los que se sumarán también accionistas de Puerto Rico y Cuba, amigos de Biada, consiguiendo constituir la empresa con un millón de duros (cinco millones de pesetas) el 13 de julio de 1844 y Biada queda al frente de la misma. Al ser insuficiente el capital catalán, se hace necesario recurrir al capital inglés, que adquiere la mitad de las acciones. El 6 de junio de 1845 queda legalmente constituida ante notario. El 16 de noviembre Roca firma en París el contrato con el ingeniero encargado de dirigir el proyecto, Joseph Locke. La empresa se denomina Gran Compañía Española del Camino de Hierro de Barcelona a Mataró y Viceversa, y el 27 de julio se publica la real orden de inicio de las obras. Obras que tienen un presupuesto de 950.000 duros.

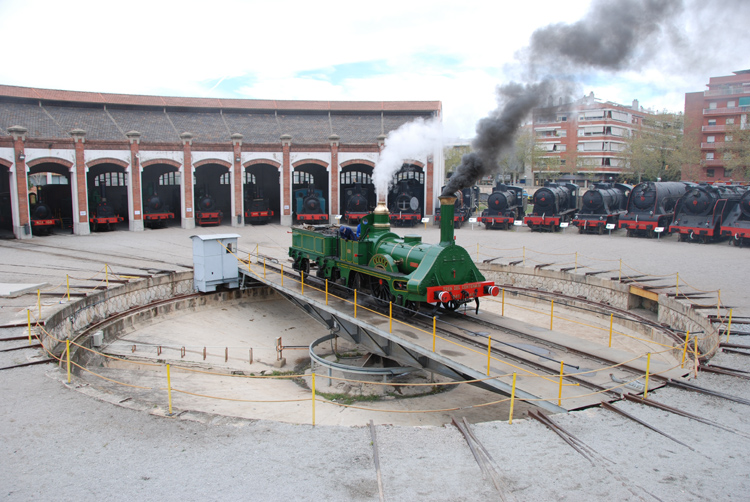
Locomotora que reproduce a La Mataró, actualmente conservada en el Museo del Ferrocarril de Cataluña.

Declarada de utilidad pública, por lo que puede acogerse a la ley de expropiación forzosa del año 1836, comienzan los trabajos con la compra de los terrenos necesarios para extender las vías. Se contrató a la Mackencie and Brassey Co. para la ejecución del proyecto. Se compraron cuatro locomotoras en Inglaterra a la empresa Jonnes and Potts y 62 carruajes (2 de lujo, 30 de primera y los otros 30 de segunda clase) a la empresa Wright y 30 vagones, 18 para tercera clase, 12 para mercancías y dos para transportes especiales. Las estaciones fueron construidas por empresas españolas. Formaba parte de la línea el túnel de Montgat, el primer túnel ferroviario de la península que cruzaba el cerro del mismo nombre.
En 1847 surgió un obstáculo al faltar parte de la financiación comprometida, que es resuelta al comprar los accionistas restantes las acciones no cubiertas y Biada invertir toda su fortuna. El compromiso de Biada fue percibido por la ciudadanía que apoyó el proyecto. A inicios de 1848 Biada, enfermo, es sustituido al frente de la compañía por su sobrino. El 2 de abril de 1848 fallecía el promotor principal del proyecto sin ver acabado el mismo. Con algún retraso, la fecha inicial de inauguración era junio de 1848, se realizó la primera prueba el 5 de octubre. El día 8 se hizo la prueba oficial con 10 coches y 400 personas y el 11 de octubre se efectuó una inspección oficial que fue un total éxito. El 28 de octubre de 1848 se inaugura el ferrocarril con su salida oficial de la estación de Barcelona y la llegada a Mataró de la locomotora «Mataró». El viaje de vuelta, exento de tanto acto ceremonial, se realizó en 35 minutos. El ferrocarril fue un éxito total y contribuyó a facilitar el crecimiento y la prosperidad del Maresme.

### Otros ferrocarriles

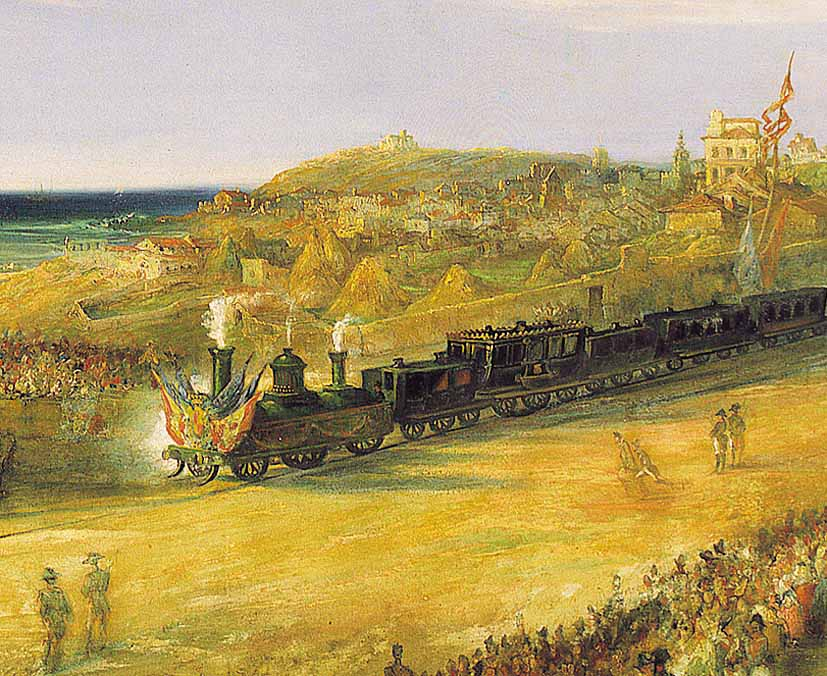
Inauguración del ferrocarril a Langreo. Cuadro de Jenaro Pérez Villamil (1852).

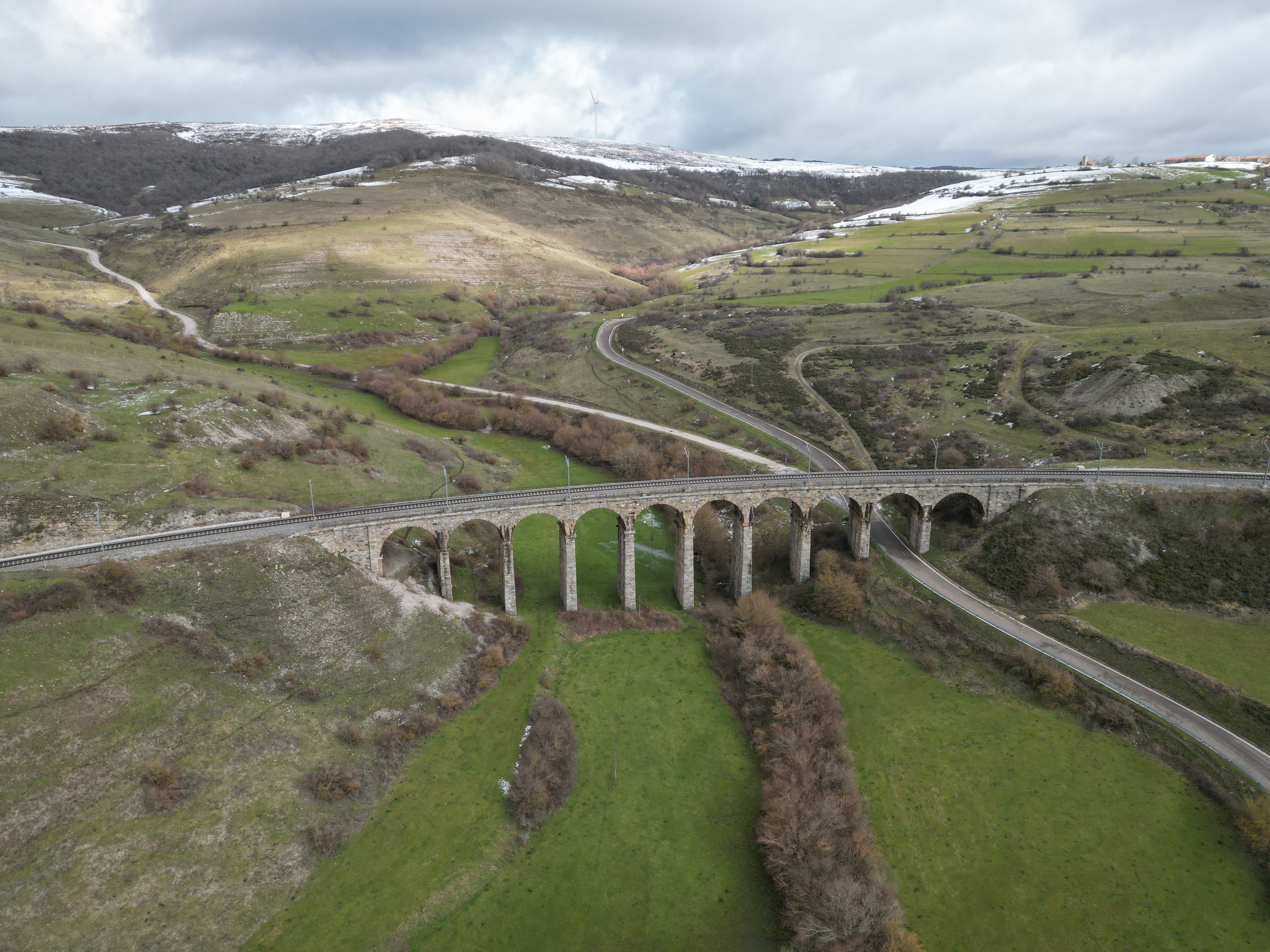
Viaducto de Marlantes (1856), en el ferrocarril de Alar del Rey a Santander. Construido en sillería sin mortero, constituye un ejemplo significativo de la ingeniería ferroviaria del siglo XIX en España.

A la vez que se construía este primer ferrocarril peninsular, se estaban construyendo también las líneas Madrid-Aranjuez (1851) y Langreo-Gijón (1852). El ferrocarril a Aranjuez, que más tarde se conoció con el nombre de Tren de la Fresa, fue propuesto por el marqués de Pontejos que, bajo el patrocinio del Marqués de Salamanca, fue finalmente inaugurado por la reina Isabel II el 9 de febrero de 1851. La línea unía Madrid directamente con el Palacio Real de Aranjuez pues fue concebido inicialmente para el uso de la Reina Isabel II y la Corte Española. Más tarde supuso también el primer paso del ferrocarril para unir Madrid a Andalucía y Levante.
Entre 1852 y 1866 se construye el ferrocarril Alar-Santander, la primera línea larga de España cuyo fin principal era dar salida al puerto de Santander de los granos y harinas transportados por el Canal de Castilla hasta Alar del Rey. Fue una compleja línea de 139 km que debía atravesar la divisoria de la Cordillera Cantábrica y que supuso un gran desafío para la ingeniería de ferrocarriles de la época.
En Valencia, bajo los auspicios del empresario José Campo Pérez, se comenzaron las obras del ferrocarril que uniría la capital valenciana con la localidad de Játiva, y cuya línea fue inaugurada el 20 de diciembre de 1854.
En Andalucía, el 23 de septiembre del año 1829 se publicó una Real Orden a favor de José Diez Imbrechts que aprobaba la construcción de un Ferrocarril entre Jerez de la Frontera y El Portal. Esta concesión fue la primera de la historia del ferrocarril de España. Sin embargo, la iniciativa se enfrentó a problemas económicos y a conflictos entre los municipios. Sería en 1854 cuando finalmente el hijo de José, Luis Gonzaga Díez Fernández de la Somera, inaugure una línea entre Jerez de la Frontera y el puerto del Trocadero, en Puerto Real. Tenía una longitud de 27 km y el objetivo de esta línea era transportar las botas de vino de Jerez hasta el puerto para luego embarcar con destino al Reino Unido.

## La gran expansión ferroviaria

### Los primeros pasos y la elección del ancho ibérico
En este contexto de mitad del siglo XIX se produce la irrupción en España del capitalismo y el comienzo de la industrialización: la siderurgia se iniciará en el sur con una factoría en Málaga; más tarde, se concentrará en el norte. Los beneficios, tanto a nivel social como económico, que había reportado la implantación del ferrocarril en países como Francia o Reino Unido no pasaron desapercibidos para los dirigentes españoles. De hecho, una vez finalizada la primera guerra carlista (1833-1839), comenzaron a llegar a España noticias, crónicas e informes que daban cuenta de los progresos logrados a raíz de la introducción del ferrocarril en ciertos países europeos, lo que contribuyó a que se fraguase una opinión positiva con respecto a la implantación de los «caminos de hierro» en España.
La propuesta al Gobierno, por parte de un ingeniero francés, de la construcción de una línea ferroviaria que uniese a Madrid con el puerto de Cádiz supuso un salto cualitativo: la magnitud del proyecto presentado excedía lo formulado y hecho con anterioridad en el territorio nacional en materia de ferrocarriles, por lo que surgieron una serie de presiones que instaban a que el Gobierno adoptase unas políticas más claras en cuanto a este tema se refería. De este modo, Pedro José Pidal, que por aquel entonces ostentaba la cartera del Ministerio de la Gobernación, encomendó a la Dirección General de Caminos que estudiase la propuesta para la línea de Cádiz, al mismo tiempo que ordenaba el estudio de los problemas técnicos, y también de financiación, que pudieran presentarse.
Para ello se instituyó una comisión al frente de la cual se encontraba el inspector general Juan Subercase Krets, y también los ingenieros José Subercase y Calixto de Santa Cruz. El Informe Subercase, llamado así en honor al apellido de la cabeza de la comisión, entre otras cosas sugirió que la red ferroviaria española tuviese una anchura de vía igual a seis pies castellanos, o lo que es lo mismo, a 1.672 mm. Los argumentos dados por el ingeniero para la implantación de lo que ahora se conoce como "ancho ibérico antiguo" han sido motivo de discusión. Según lo que se puede leer en el propio informe, los ingenieros estimaron que un mayor ancho permitiría una mayor producción de vapor dentro de las locomotoras, lo que redundaría en una velocidad superior. De hecho, se menciona la tendencia europea de crear vías relativamente anchas, especialmente en Rusia e Inglaterra. Algunos autores vinculan esa preocupación a la escarpada orografía de la Península. También se ha sugerido que como telón de fondo estaba el temor a facilitar las invasiones a través de los Pirineos, dándose la circunstancia que los autores del informe procedían del Ampurdán y su casa familiar fue destruida por las tropas francesas.
El primer Plan General es aprobado en 1851 por los gobiernos moderados. En 1854 se formó el Gobierno de coalición Espartero-O’Donnell, que convoca Cortes Constituyentes y de las cuales saldrá una nueva Ley General de Caminos de Hierro de 5 de junio de 1855. Fue en esta ley donde quedó definitivamente establecido el ancho de vía en «un metro 67 centímetros (6 pies castellanos)». La nueva legislación será clave para el desarrollo de los ferrocarriles durante los siguientes años.

### La época de las grandes compañías

La expansión de la red ferroviaria de ancho ibérico en España durante el.

Hacia 1856 comienzan a crearse en España las grandes compañías ferroviarias y también da comienzo la construcción de las que serán las grandes líneas ferroviarias de la época. Será a partir de este año cuando comience la construcción del ferrocarril Madrid-Hendaya, que conectará a la capital con Francia. Dos años después se producirá la fundación de la Compañía de los Caminos de Hierro del Norte de España, que terminará la construcción del ferrocarril a Irún. Desde 1856 también comienza su actividad la Compañía de los Ferrocarriles de Madrid a Zaragoza y Alicante (MZA), que dirige su expansión ferroviaria desde la capital hacia el Mediterráneo, Zaragoza y Andalucía. Mientras que la compañía Norte estuvo asociada a los hermanos Pereire y al Crédito Mobiliario Español, en el caso de MZA esta estuvo ligada a la familia Rothschild y la Sociedad Española Mercantil e Industrial. Hasta la época de la guerra civil, buena parte de los ferrocarriles españoles van a estar principalmente en manos del capital francés. Pero en estos momentos tampoco es menor la importancia de los empresarios españoles, en especial del marqués de Salamanca, que dispone de contactos con empresarios europeos y será partícipe de numerosos negocios ferroviarios.
En el Levante el empresario José Campo fundó la Sociedad de los Ferrocarriles de Almansa a Valencia y Tarragona (AVT), compañía que llevó a cabo los trabajos de construcción de la línea Valencia-Tarragona y que se inauguraría en 1868. En Almansa una línea de AVT se unía con la red de MZA, que iba hasta Alicante. La compañía del Almansa-Valencia-Tarragona acabará desapareciendo en 1891 tras su absorción por Norte.
En Andalucía fueron varias empresas pequeñas las que emprendieron la construcción de líneas: la Compañía del Ferrocarril de Córdoba a Sevilla inauguró en 1859 un trazado que unía ambas ciudades, dominando la ruta del valle medio del río Guadalquivir. Dos años después se completó la construcción de la línea entre Sevilla y Cádiz, enlazando con su puerto. Córdoba se acabaría consolidando como un importante nudo ferroviario en el que confluían varios trazados: la línea de Sevilla, la línea de MZA procedente de La Mancha, la línea procedente de Belmez y la línea de la Compañía del Ferrocarril de Córdoba a Málaga. Esta última empresa también emprendería la construcción de otro trazado, la línea Bobadilla-Granada, inaugurada en 1874. MZA logrará adquirir el ferrocarril hasta Sevilla, en 1875, y unos años más tarde lo amplió hasta alcanzar Huelva.

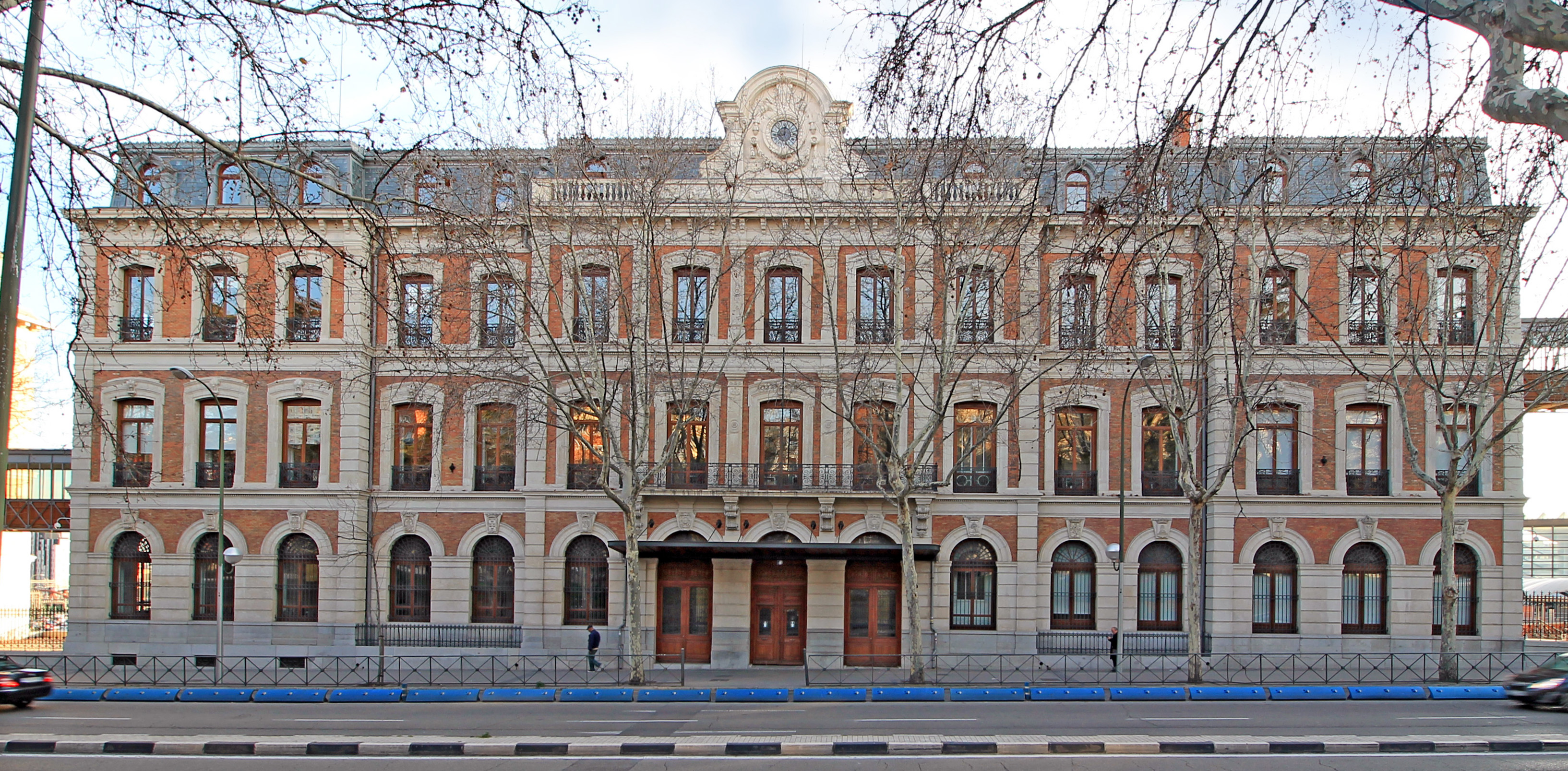
Edificio administrativo de la Compañía M.Z.A., construido en 1890 junto a la Estación de Atocha de Madrid.

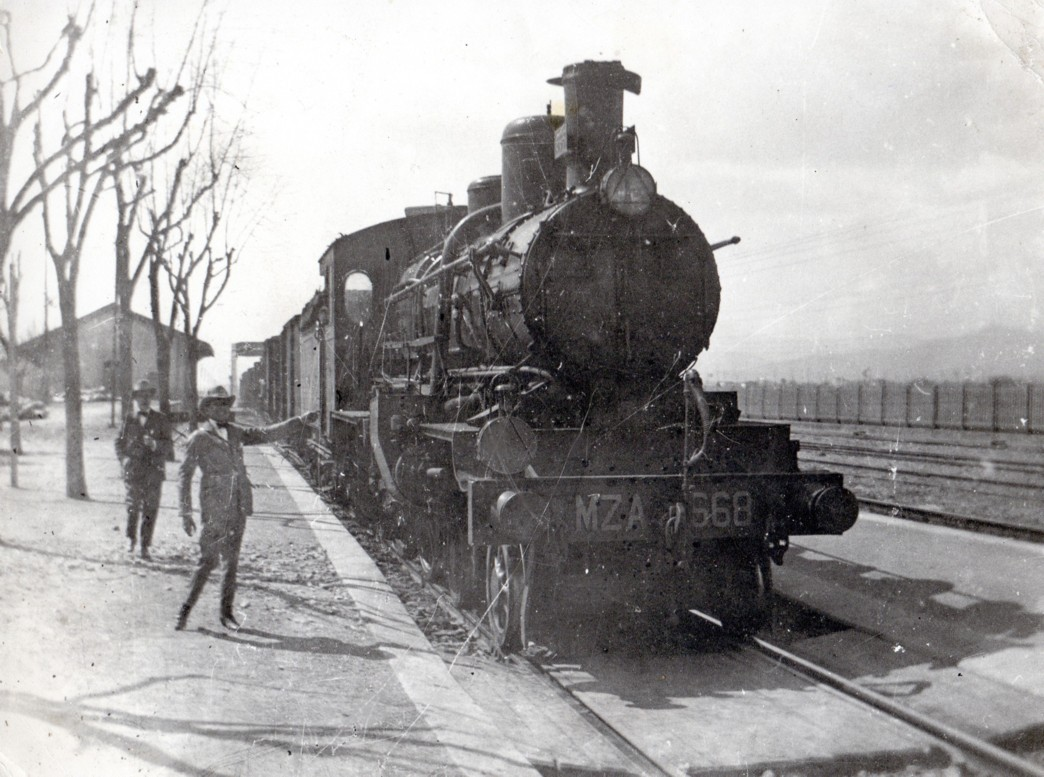
Locomotora de la MZA, una de las más potentes de su tiempo, alrededor de 1920.

A principios de 1866 estalló la primera crisis financiera de la historia del capitalismo español. El detonante de esta fueron las compañías ferroviarias, que arrastraron con ellas a bancos y sociedades de crédito. Muchos inversores habían dirigido sus capitales hacia las compañías ferroviarias cuyas acciones experimentaron un gran auge alimentando así una espiral especulativa. Pero cuando empezaron a explotarse las líneas se vio que las expectativas de beneficio que tenían los inversores eran exageradas -dado el bajo nivel de desarrollo de economía española había pocas mercancías y pocos pasajeros para transportar- y el valor de las acciones de las compañías ferroviarias se desplomó. Tras el comienzo de la crisis, las compañías ferroviarias empezaron a entrar en quiebra ante la falta de rentabilidad de las mismas tras la finalización de la primera fase de la construcción de la red, para a continuación estas quiebras trasladarse al sistema bancario, debido a la estrecha vinculación que las finanzas y los ferrocarriles habían tenido en toda esta época. La Revolución de 1868 provocó el exilio de la Reina Isabel II y significó el comienzo del Sexenio revolucionario, periodo durante el cual la crisis ferroviaria se ahonda aún más a la quiebra y desaparición de numerosas compañías. MZA y Norte lograrán resistir las adversidades de esta época, e incluso llegan a formalizar un acuerdo por el que establecen el reparto de tráfico, zonas de influencia, etc. De hecho, aprovecharán la quiebra de las pequeñas empresas para ir expandiendo sus negocios y crecer en tamaño hasta convertirse en las dos mayores empresas ferroviarias del país.
Tras el final del Sexenio y el comienzo de la "Restauración", el gobierno de Cánovas del Castillo promulgará la Ley de Ferrocarriles de 1877, que servirá para dar un nuevo impulso a la expansión ferroviaria en el último tercio del siglo XIX. Al calor de esta ley se produce la fundación de pequeñas empresas ferroviarias, como fueron la Compañía de los Ferrocarriles de Madrid a Cáceres y Portugal, la Compañía del Ferrocarril de Zafra a Huelva o la Compañía del Ferrocarril Central de Aragón. Estas compañías lograron mantener su independencia frente a Norte o MZA hasta la década de 1930. La presencia del capital inglés también se dejó sentir con empresas ferroviarias que operaron en varias áreas de Andalucía y el Sureste español, como The Great Southern of Spain Railway Company Limited.
Entre 1880 y 1884 los Caminos de Hierro del Norte emprendieron los trabajos de construcción de la línea León-Astorga, y en este último año fue inaugurada la rampa de Pajares, tramo ferroviario que salva el desnivel de la cordillera Cantábrica a través del paso de montaña homónimo. Fue considerada como una de las obras de ingeniería en España más importante del siglo XIX.
A partir de 1877 la nueva Compañía de los Ferrocarriles Andaluces logrará adquirir algunas empresas ferroviarias de la región y expandirse, hasta convertirse en la gran compañía del sur y en la tercera de todo el país. En 1916 tomó en arriendo las líneas de la Compañía de los Caminos de Hierro del Sur de España y en 1929 logró su adquisición completa, alcanzando su momento de mayor apogeo. En Cataluña la Compañía de los ferrocarriles de Tarragona a Barcelona y Francia (TBF) fue fundada en 1875 y a partir de esa fecha fue adquiriendo buena parte de las líneas férreas que existían en la región, o iniciando la construcción de otros nuevos ferrocarriles hasta llegar a Zaragoza y la frontera francesa. En su momento de máximo esplendor, la TBF acabaría fusionándose con MZA en 1899, un hecho que marcará el fin al periodo de expansión de las grandes compañías.
Durante este período de consolidación fue también cuando se empezaron a construir algunas de las grandes estaciones ferroviarias de España, muchas de las cuales se han mantenido operativas hasta nuestros días. Ese es el caso de la estación de Atocha en Madrid, la estación de Valladolid-Campo Grande o la estación del Norte en Valencia.

### Los ferrocarriles de vía estrecha
A finales del siglo XIX comenzó a extenderse la construcción de ferrocarriles de vía estrecha, especialmente en la zona norte y la cordillera Cantábrica. El motivo por el que se elige el ancho métrico para la construcción de las líneas férreas es en muchas ocasiones por la orografía montañosa que impera en estas áreas. Muchos de estos son ferrocarriles mineros, aunque también se dediquen al tráfico de pasajeros y otras mercancías. En la región andaluza proliferó la construcción de este tipo de trazados. La Sociedad Minera y Metalúrgica de Peñarroya, de capital francés, construyó desde la década de 1890 una serie de líneas férreas que buscaban enlazar sus explotaciones mineras comprendidas entre las provincias de Badajoz, Córdoba y Ciudad Real. Esta red acabó dando lugar al llamado ferrocarril de Peñarroya a Puertollano y Fuente del Arco. En la provincia de Huelva el capital británico estuvo tras la construcción de varios ferrocarriles mineros: Buitrón (1870), Tharsis (1871) o Riotinto (1875).
Una línea de gran importancia por su longitud fue la del ferrocarril de La Robla, que permitía el enlace de las cuencas mineras de León con la zona industrial de Vizcaya. Este trazado fue construido a marchas forzadas y quedó inaugurado en 1904, constituyendo en la actualidad el ferrocarril de vía estrecha más largo de toda Europa. La Sociedad General de Ferrocarriles Vasco Asturiana va a ser otra importante empresa ferroviaria, cuyo ferrocarril nace con el objetivo de transportar el carbón procedente de la cuenca minera del Caudal hasta el puerto de San Esteban de Pravia, donde será embarcado con destino a la siderurgia vizcaína. Otros trazados importantes en esta zona fueron el ferrocarril Santander-Bilbao, los Ferrocarriles Vascongados, el ferrocarril Vasco-Navarro, el ferrocarril Astillero-Ontaneda o el ferrocarril de Langreo, cuyo primer tramo ya había sido inaugurado en 1852. Muchos de estos ferrocarriles continuaran su existencia hasta la década de los años 1960.

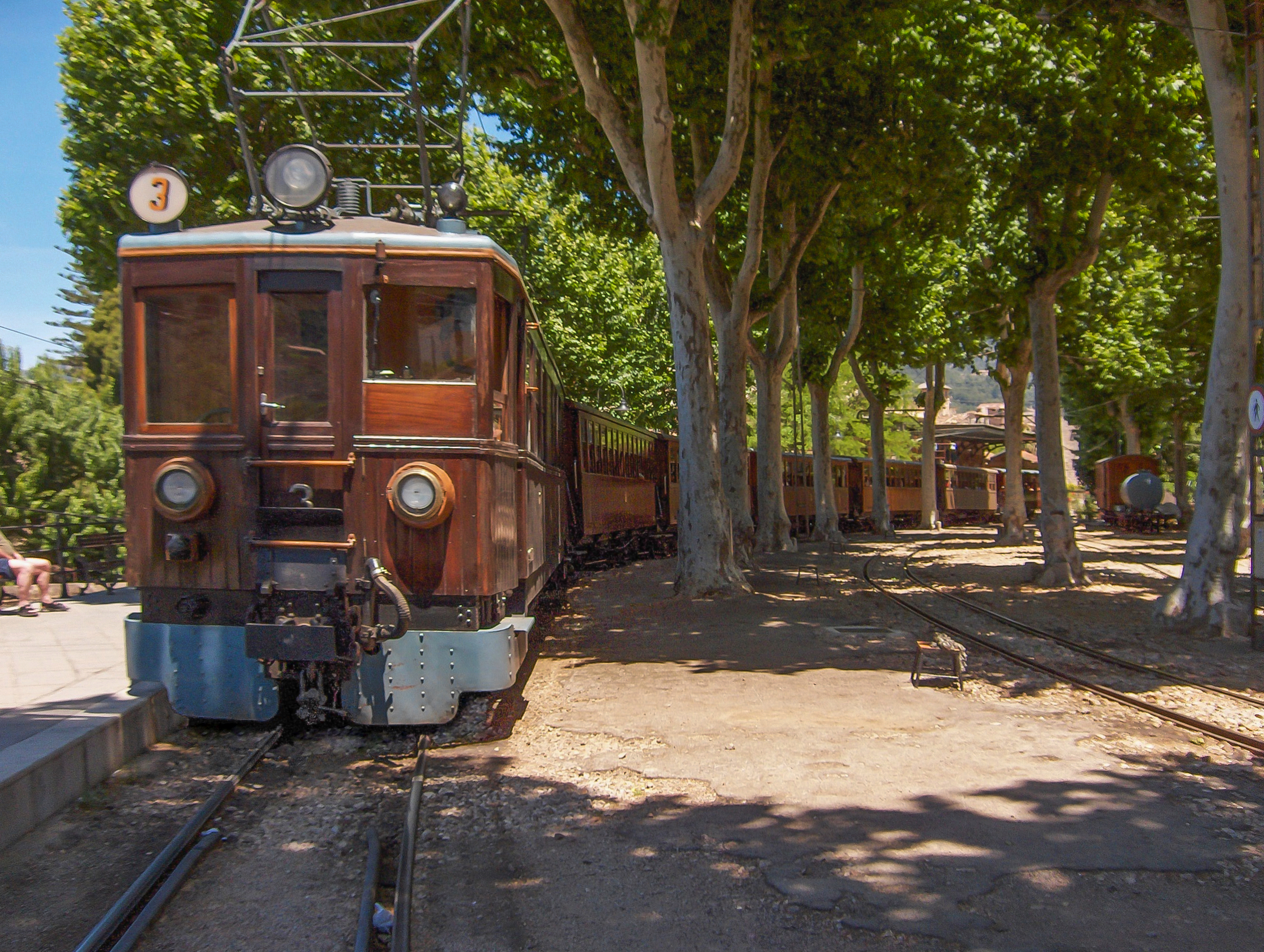
El tren de Sóller a su llegada a la Estación, en la actualidad.

En el Levante y Cataluña también se construirán algunas pequeñas líneas de vía estrecha, más enfocadas al ámbito local y regional: en la provincia de Alicante destacaron los ferrocarriles de Villena a Alcoy y Yecla, el ferrocarril Alcoy-Gandía y el ferrocarril Carcagente-Denia, mientras que en la región catalana destacará el Ferrocarril de San Feliu de Guíxols a Gerona. A la isla de Mallorca también llegará el tren, especialmente con el famoso ferrocarril de Sóller, inaugurado en 1912, y también las líneas pertenecientes a la Compañía de los Ferrocarriles de Mallorca. En Aragón destacarán dos trazados: el ferrocarril de Utrillas, que unía Zaragoza con las Cuencas Mineras de Utrillas; y el ferrocarril de Ojos Negros, de carácter eminentemente minero, que llegaba hasta el puerto de Sagunto.

En Madrid y su provincia también se construirán varios ferrocarriles de ancho métrico: la línea Madrid-Alomorox y el Ferrocarril del Tajuña. Este último fue el de mayor importancia y mayormente quedó dedicado al transporte de mercancías (especialmente desde la cementera Portland). Aunque originalmente se pretendía que alcanzara tierras aragonesas para enlazar en la provincia de Teruel con las líneas de Ferrocarril Central de Aragón, el proyecto finalmente no prosperó. Más adelante en Castilla La Vieja también fueron abiertas varias líneas locales de vía estrecha, como la del Ferrocarril de Valladolid-Medina de Rioseco y o las líneas controladas por la Compañía de Ferrocarriles Secundarios de Castilla. Esta última empresa fue creada en 1932 y no tardó mucho tiempo en hacerse cargo de la línea Valladolid-Medina de Rioseco, que para entonces se hallaba próxima a la suspensión de pagos.

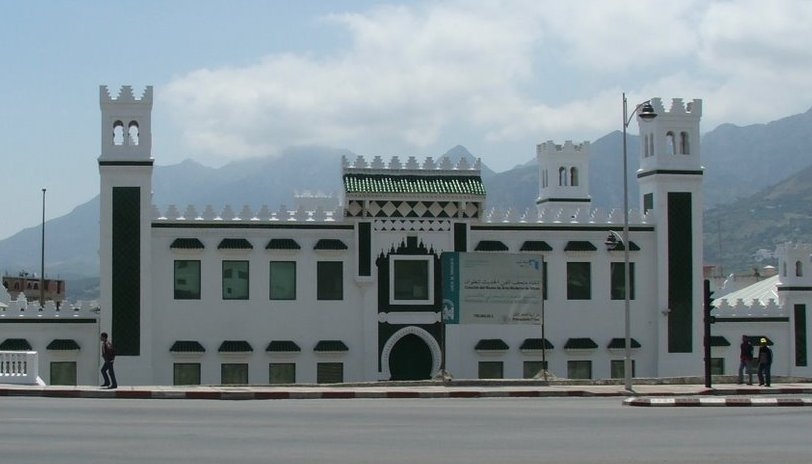
Estación de Tetuán (Marruecos), gemela de la de Ceuta, ambas en estilo neomudéjar para la línea Ceuta-Tetuán en época del protectorado.

En el protectorado español de Marruecos operaron varias líneas de vía estrecha, tanto en la zona que conectaba Melilla con las poblaciones surgidas de la explotación minera y agrícola del interior, como en el entorno de Ceuta y Tetuán. Se emplearon para el tráfico de pasajeros, la construcción de puertos y la vertebración del territorio marroquí, como en el caso de la Tánger-Fez.

## La llegada delsigloXX

### La irrupción de los tranvías y los ferrocarriles suburbanos
Con el cambio de siglo se produce la llegada de los ferrocarriles suburbanos a las ciudades, completada además con la irrupción de los tranvías eléctricos e incluso de los ferrocarriles metropolitanos. Por otro lado, desde finales del siglo XIX se viene produciendo con la construcción y proliferación de líneas de tranvías de tracción animal. La primera ciudad en introducir el servicio de tranvía eléctrico fue Bilbao, con la primera línea electrificada en 1896. Los tranvías de Madrid comenzaron a operar en 1871, mientras que los de Barcelona lo empezaron a hacer desde 1872. Al calor del crecimiento y el desarrollo industrial de Barcelona, en la ciudad condal se desarrollarán varios ferrocarriles locales y suburbanos. En 1901 son inaugurados el Funicular del Tibidabo y el Tranvía Azul, que unían el centro urbano con el Tibidabo. El 30 de diciembre de 1924 se inauguró la primera línea del metro de Barcelona, conocida como Gran Metro, que discurría entre Lesseps y Plaza de Cataluña, con 2 km de longitud y 4 estaciones. Cataluña también fue pionera en la instalación de los trenes "cremallera", con la inauguración en 1892 del Cremallera de Montserrat y en 1931 del Cremallera de Nuria. 
El Metro de Madrid comenzó a operar en 1919 con la inauguración de su primera línea entre la Puerta del Sol y Cuatro Caminos, con una longitud de 3,48 km y compuesta por 8 estaciones. Es tal el éxito del nuevo medio de transporte que en el primer año es usado por más de 14 millones de usuarios, y para 1926 la red ya se ha ampliado a 3 líneas, totalizando 14,8 km de vías.

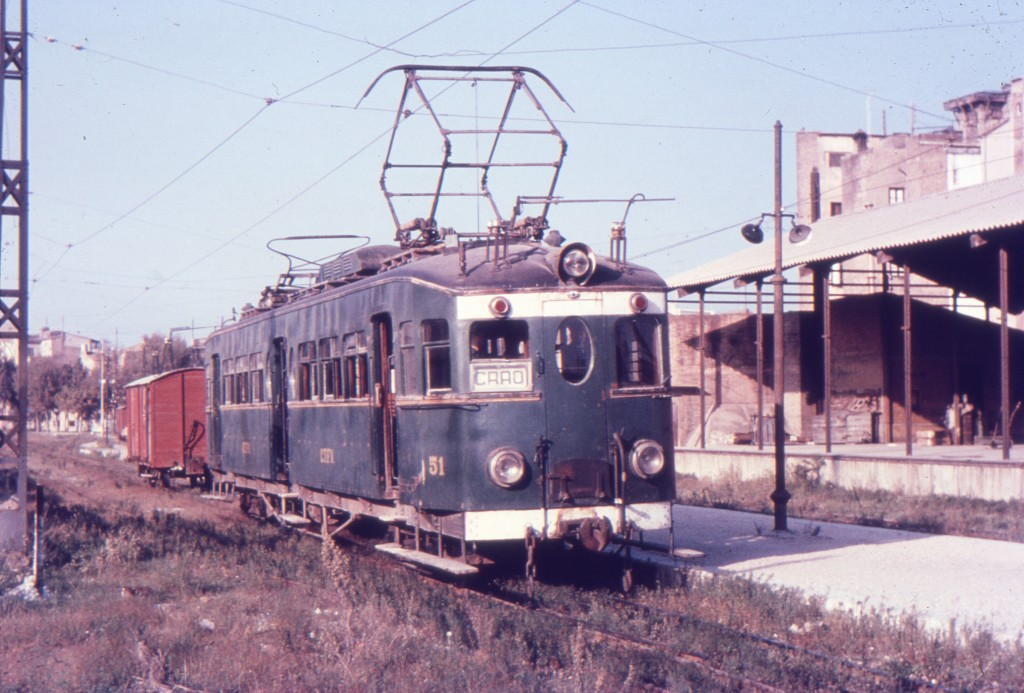
Antiguo automotor de los tranvías de Valencia, en una imagen de 1964.

A partir de 1885 la Sociedad Valenciana de Tranvías será la responsable de la construcción de una importante red de líneas al norte y al sur de la capital valenciana, en especial del Trenet de Valencia, labor a la que en 1898 se unió la Compagnie Génerale des Tramways de Valence-Société Lyonnaise. Los trazados salían fuera del casco urbano y llegaban hasta el Grao o incluso a otros municipios como Bétera, Burjasot, Liria o Torrente. A partir de 1917 la Compañía de Tranvías y Ferrocarriles de Valencia absorberá a todas las compañías anteriores y durante casi cinco décadas tendrá el control de tranvías y ferrocarriles suburbanos de la ciudad.
Zaragoza disponía de una red de tranvías desde 1885, en un principio de tracción animal, y a partir de 1902 con la primera línea electrificada. En ese momento la ciudad ya contaba con cinco líneas principales y una secundaria y la red, que se expande rápidamente, tiene una distribución radial con centro en la actual Plaza de España. La red de tranvías alcanzó su máximo esplendor en los años 1950, si bien desde esa época comenzó a decaer tras la aparición de las primeras líneas de autobús hasta su desaparición definitiva en la década de 1970.
En 1905 es fundada la compañía Ferrocarriles Suburbanos de Málaga, que establecerá varias líneas de vía estrecha que tenían su origen en Málaga y llegaban a otros puntos de la provincia, como Fuengirola, Coín o Vélez-Málaga. La mayoría de estas líneas clausuraron durante la década de 1960 a excepción del ferrocarril a Fuengirola, que en 1975 se reconvirtió al ancho ibérico. Durante muchos años los ferrocarriles suburbanos también se vieron complementados con la red de Tranvías de Málaga, en especial tras fundación de la compañía belga Tramways de Málaga Société Anonyme.

### Las primeras líneas electrificadas
En 1911 tiene lugar la inauguración de la primera línea electrificada en España, concretamente el tramo entre Gérgal y Santa Fe de Mondújar de la línea Linares-Almería. Debido a la fuerte pendiente que existente para los trenes la Compañía de los Caminos de Hierro del Sur de España decidió emprender su electrificación, completada en 1911-1912 y que supuso una obra pionera en España.
A partir de 1914 la Compañía de los Caminos de Hierro del Norte empieza a plantearse la posibilidad de electrificar la línea de la rampa de Pajares, con una rampa en pendiente durante todo el trayecto y 70 túneles, es una de las más duras de España y para su tránsito son necesarios casi siempre varias locomotoras. Por ello se toma la decisión de electrificar este tramo, dado que las locomotoras eléctricas podrían afrontar la circulación en mejores condiciones y ofreciendo más potencia. El 24 de julio de 1918, una ley del ministerio de fomento aprobó la electrificación de la rampa de Pajares, aunque objetivo no era electrificar la totalidad de la línea sino solo la sección de 62 kilómetros comprendida entre Ujo y Busdongo. Después de estudiar las diversas propuestas presentadas por las principales firmas americanas y europeas, al final fue escogida la presentada por General Electric. El contrato con esta fue firmado en 1921, y la puesta en servicio tuvo lugar el 1 de enero de 1925.
El 22 de febrero de 1926 el rey Alfonso XIII inauguró otra de las electrificaciones ferroviarias, el Ferrocarril del Urola, una línea de vía estrecha de 34,4 km de longitud que unía las localidades guipuzcoanas de Zumárraga y Zumaya. En 1927, debido a los buenos resultados obtenidos en el Puerto de Pajares, "Norte" decidió llevar a cabo la electrificación los tramos Irún-Alsasua, Barcelona-Manresa y Barcelona-San Juan de las Abadesas. Un año después las diferentes líneas entraron en servicio en su nueva configuración, mientras que el tramo Irún-Alsasua lo hacía el 7 de junio de 1929. En 1935 comenzaron los trabajos para la electrificación de las líneas de Madrid a Ávila y a Segovia, aunque el inicio de la Guerra civil los dejará paralizados.
Desde entonces se han seguido electrificando líneas y se pretende en un futuro cercano la electrificación de toda la red.

### Crisis del ferrocarril
Tras el estallido de la Primera Guerra Mundial (1914-1918) el país acabaría viéndose afectado con el conflicto, a pesar del hecho de que España se mantuvo neutral. Debido al incremento de las exportaciones comerciales y el aumento del número de pedidos a las industrias españolas, el ferrocarril se ve saturado en sus servicios y capacidades. La situación bélica hizo muy difícil la importación de carbón, al tiempo que en ese momento se evidenció la obsolescencia del material ferroviario y la falta de inversiones realizadas por las compañías privadas. También se produjo una elevada conflictividad laboral. En ese contexto se planteó por primera vez la posibilidad de nacionalizar los ferrocarriles, una idea que el político Francisco Cambó ya había sopesado durante su etapa como ministro de Fomento. Cambó propugnó esta idea debido a la deficiente actuación de las compañías ferroviarias, algunas las cuales mantenían un parque móvil anticuado y a veces un tendido ferroviario en mal estado.
La escasez de carbón y los problemas derivados de ello impulsaron la construcción del ferrocarril Ponferrada-Villablino, un proyecto que también estuvo estimulado desde la administración. Este ferrocarril minero de vía estrecha buscaba dar salida a las enormes riquezas carboníferas de la cuenca de Villablino. La línea, de más 60 kilómetros de longitud, fue inaugurada oficialmente el 23 de julio de 1919.

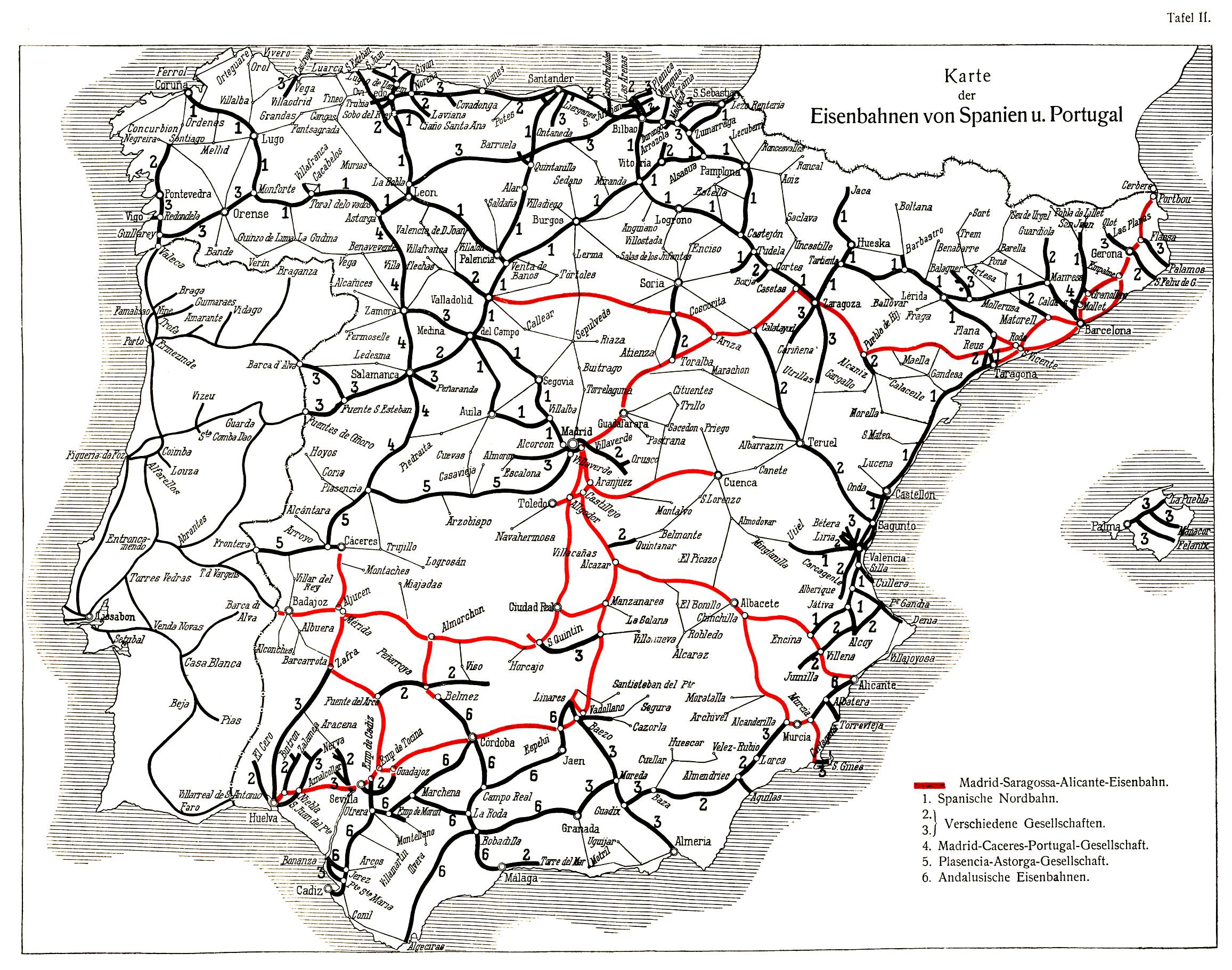
Mapa alemán con la red ferroviaria de ancho ibérico y vía estrecha, en 1921. En rojo, las líneas de MZA.

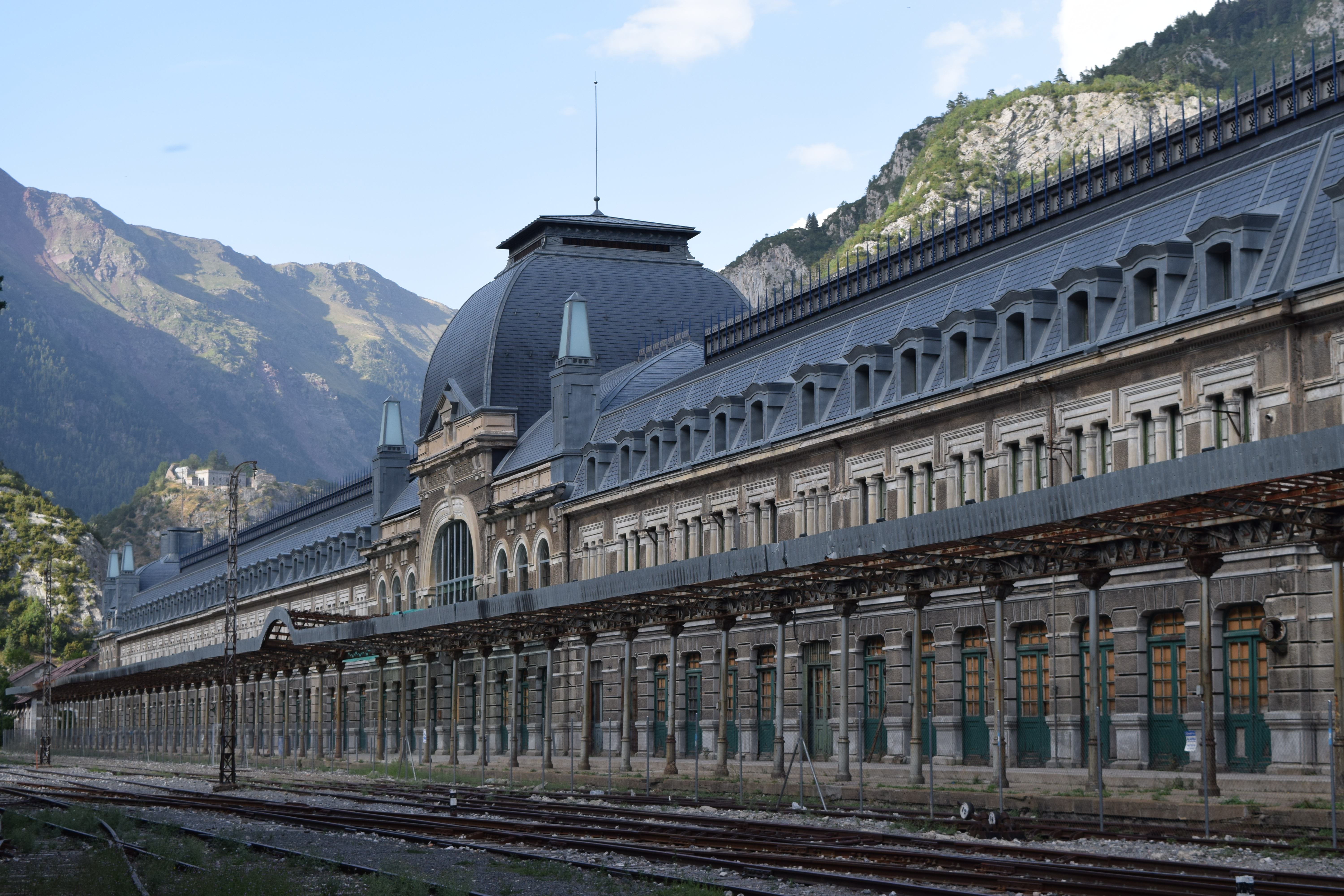
Vista lateral de la estación de Canfranc, en una imagen de 2015.

Con la instauración de la dictadura de Primo de Rivera, en 1923, el nuevo régimen buscó resolver la cuestión ferroviaria mediante el intervencionismo estatal: Con la promulgación del Estatuto Ferroviario de 1924 el gobierno acordó la concesión de ayudas públicas y subvenciones a las compañías privadas a cambio de que estas emprendiesen mejoras en la red y la modernización del material. La dictadura también promulgó el llamado «Plan Guadalhorce», que preveía la construcción de nuevas líneas férreas: Cuenca-Utiel, Zamora-La Coruña, Soria-Castejón, Jerez-Almargen, Baeza-Saint Girons o Madrid-Burgos, etc.
En 1926 fue creada Explotación de Ferrocarriles por el Estado (EFE), un organismo público encargado de explotar las líneas férreas estatales o aquellas abandonadas por sus antiguos propietarios. Gracias a las ayudas estatales se produjo una mejora notable del servicio, aunque hubo algunas excepciones. En 1928 fue creada la Compañía Nacional de los Ferrocarriles del Oeste, de carácter semi-estatal. La creación de esta nueva empresa buscaba agrupar a pequeñas empresas del noroeste español que se encontraban en quiebra o eran incapaces de seguir operando los servicios ferroviarios y el mantenimiento de las instalaciones ferroviarias. La red integrada también incluía algunas trazados menores que habían estado administrados por el Estado, como las líneas Betanzos-Ferrol, Ávila-Salamanca, etc.
El 18 de julio de 1928 fue inaugurada la Estación Internacional de Canfranc tras cinco años de obras, con la presencia del rey de España, Alfonso XIII, y del presidente de la República Francesa, Gaston Doumergue. La estación, situada en el municipio homónimo de la provincia de Huesca, fue una de las grandes obras de esta época y se esperaba que se convirtiera en un importante centro internacional de intercambio de mercancías. Otra importante obra arquitectónica de esta época va a ser la estación de Francia de Barcelona, construida por la compañía MZA e inaugurada en 1929, coincidiendo con la Exposición internacional que se celebró en la ciudad. También conocida como «Barcelona-Término», constituyó la última gran estación monumental que se construía en España.
La crisis del ferrocarril, que se había logrado retrasar con la intervención estatal durante la dictadura, empeoró tras inicio de la crisis económica de 1929 y la proclamación de la Segunda República (1931). El nuevo régimen no reconoció la vigencia del Estatuto Ferroviario ni tampoco las ayudas estatales a las empresas privadas. Sin las ayudas públicas, las finanzas de las grandes compañías entraron en números rojos y su situación se hizo insostenible. En 1936 el Gobierno republicano decidió la incautación de la Compañía de los Ferrocarriles Andaluces ante la pésima situación financiera de esta, que se encontraba cercana a la suspensión de pagos. Por el Decreto de 9 de mayo de 1936 el estado se hacía cargo de dicha compañía y transfirió su dirección a los Ferrocarriles del Oeste. De esta época también destaca el Plan de enlaces ferroviarios promulgado en 1933 por el ministro Indalecio Prieto, que pretendía reorganizar la red ferroviaria en las grandes ciudades como Madrid o Barcelona. En la capital el plan provee la construcción de una nueva estación en el pueblo de Chamartín de la Rosa que sustituyera a la histórica estación del Norte y de un nuevo túnel ferroviario subterráneo —al que la prensa denominó «túnel de la risa»— que conectara la nueva estación de Chamartín con la de Atocha. Las obras de este importante proyecto, ya iniciadas, quedaron detenidas con el comienzo de la guerra civil.

## Guerra Civil
Al comienzo de la guerra civil española en 1936 y la división del territorio en dos bandos, en la zona republicana se encontraban buena parte de las 4.000 locomotoras y los 100.000 vagones de pasajeros o mercancías que para entonces existían en el país. Para ambos contendientes el ferrocarril se convirtió en un decisivo medio de transporte para las tropas y suministros. Al comienzo de la contienda en Cataluña los ferrocarriles pasaron a estar dirigidos por comités de los sindicatos obreros CNT y UGT, en un esquema que se repitió en la España republicana. Ante la nueva situación, el gobierno republicano decretará una nacionalización de todos los ferrocarriles que se encontraban en su zona para asegurarse su control, aunque en la práctica fueran colectivizados por los comités de obreros y ferroviarios. Así, por el Decreto de 3 de agosto de 1936, las compañías fueron expropiadas y sus líneas integradas en lo que se denominó «Red Nacional de Ferrocarriles». En la zona franquista las antiguas compañías mantendrán su existencia, aunque serán las autoridades militares las que realmente dirijan y administren todo lo relacionado con los ferrocarriles, pues éste era crucial para la guerra.
Cabe señalar que el 9 de agosto de 1936, ya iniciada la guerra, se inauguró la línea 3 del Metro de Madrid —entre las estaciones de Sol y Embajadores—. Durante el periodo de la contienda las redes metropolitanas de Madrid y Barcelona fueron usadas de forma extensiva como refugios antiaéreos por la población civil o también como depósitos de material bélico.
A pesar del éxito republicano durante la defensa de Madrid, tras la batalla del Jarama las fuerzas sublevadas cortaron las comunicaciones ferroviarias de la capital con el sur y el levante. Para mantener la línea de suministros y la resistencia de Madrid, el gobierno republicano de Juan Negrín decidió construir un nuevo enlace ferroviario que bordeara el frente franquista y permitiera alcanzar de nuevo la capital. El que popularmente se denominó tren de los cuarenta días o «vía Negrín» se acabaría construyendo en 100 días y fue inaugurado en 1937, estando operativo hasta el final de la guerra. El bando sublevado, por su parte, emprendió a cabo la construcción y finalización del ferrocarril Gibraleón-Ayamonte para permitir la llegada de material bélico desde Portugal. Mientras tuvo lugar la batalla del Ebro, los sublevados también llevaron a cabo la construcción del ferrocarril del Val de Zafán como un elemento clave para la llegada de suministros al frente de batalla.
Durante la guerra los ferrocarriles sufrieron graves daños: Hasta 1939 habían sido destruidas 1.309 locomotoras (el 42% de las locomotoras que existían en 1936), 30.000 vagones de mercancías (40% de los de 1936), 3.700 vagones de pasajeros (70% de los de 1936), y a eso se unía la destrucción de buena parte de las infraestructuras de la red (líneas de ferrocarril, puentes, estaciones, etc). Miles de kilómetros de vías se encontraban destruidos o necesitados de importantes reparaciones. Durante la inmediata posguerra, la situación del ferrocarril era insostenible. En 1941 la Dictadura franquista procedería a expropiación y nacionalización de todas las líneas de ferrocarril de ancho ibérico, manteniéndose las líneas de vía estrecha en manos privadas por algún tiempo más.

## La época de las nacionalizaciones

### Nacimiento de RENFE

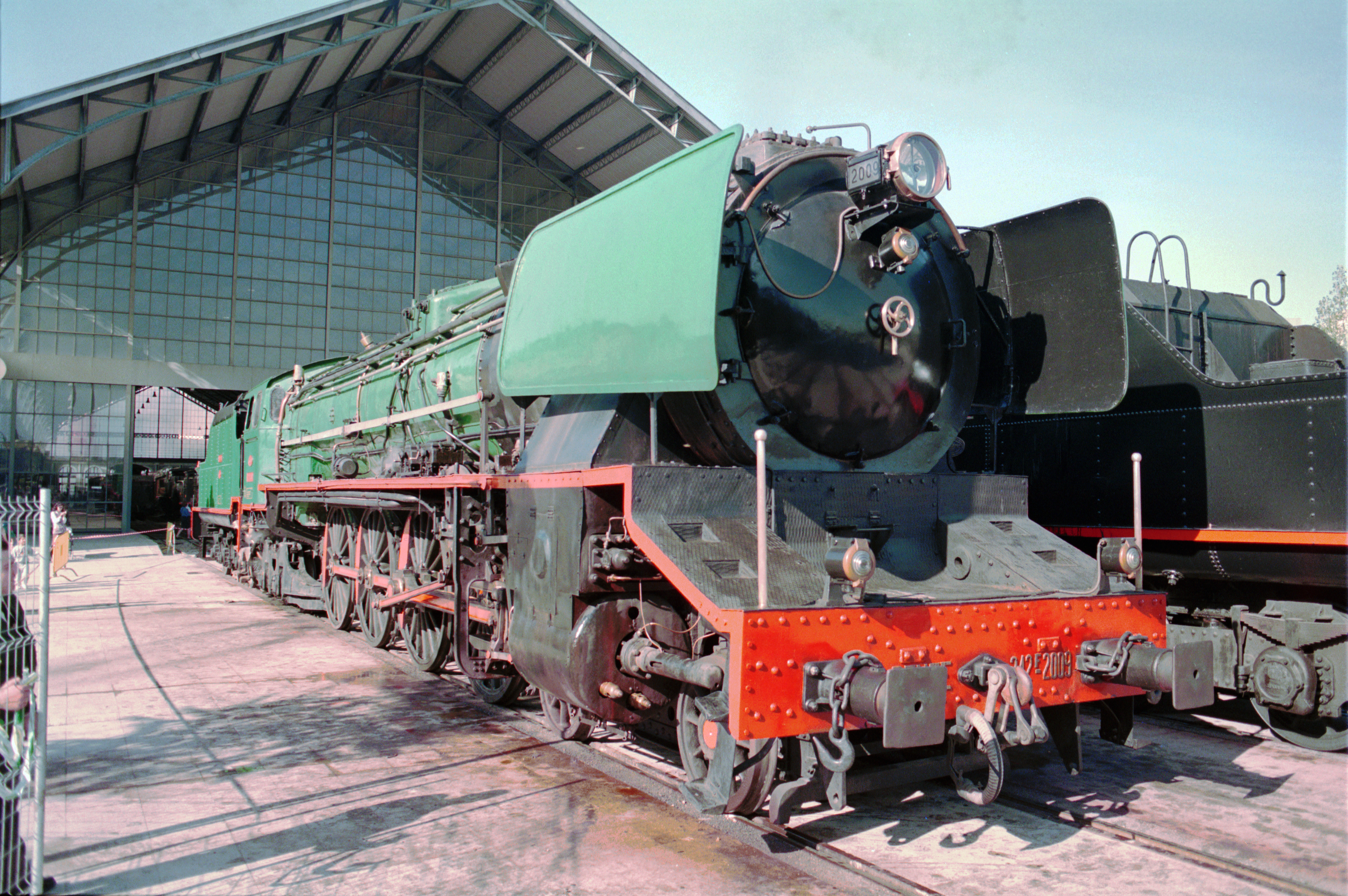
Locomotora "Confederación".

Poco tiempo después de finalizada la guerra civil, en enero de 1941 fue aprobada la Ley de Bases de Ordenación Ferroviaria y de los Transportes por Carretera por la que se produjo la nacionalización de todas las compañías de ferrocarril que tenían anchos de vía de 1,668 metros, los que son conocidos como ferrocarriles de vía ancha, que eran agrupados en una empresa estatal: Nacía la Red Nacional de los Ferrocarriles Españoles (RENFE). Bajo su gestión quedaron 12.401 km de vía, muchos de ellos dañados por la reciente guerra. La excepción lo constituyó el Ferrocarril Eléctrico del Guadarrama, de vía estrecha y que pasó a integrarse en RENFE tras su rescate por el Estado. Así, las primeras acciones de la nueva compañía se enfocan a la unificación de señales y reglamentos de las antiguas compañías ferroviarias, aparte de la recuperación de la red dañada o destruida.
Como consecuencia de la guerra, el mal estado de las infraestructuras y del material ferroviario provoca numerosos accidentes. El 3 de enero de 1944 tuvo lugar un grave accidente ferroviario en Torre del Bierzo, cuando un expreso-correo chocó con otro tren en el interior de un túnel cercano a la estación y quedaron atascados en el interior, para que posteriormente un tercer convoy de mercancías colisionara con los trenes accidentados. Debido al incendio que se originó en el interior del túnel hubo decenas de víctimas, y aunque se desconoce el número total, algunas fuentes apuntan a 200 muertos. Por esta razón, es considerado el mayor accidente ferroviario de la historia de España.
Durante la Segunda Guerra Mundial el país no participó en la contienda, pero la Estación de Canfranc tuvo una gran importancia en el conflicto: después de la derrota francesa, en 1940 el ejército nazi llegó a la estación y estableció un puesto en la parte francesa, llegando a provocar algún roce con los militares españoles que controlaban la parte española del recinto. Por Canfranc transitaron centenares de trenes con wolframio y otras materias primas que la industria alemana necesitaba, mientras que toneladas de oro suizo entraban en España. En 1944 los nazis se retiraron de la estación. A pesar de la neutralidad española, la situación bélica también tuvo influencia en el ferrocarril español: el aislamiento del país impidió que RENFE pudiera importar material, al tiempo que la destrozada industria española tardó mucho tiempo en ser capaz de poder entregar los encargos de material y maquinaria. La única innovación de esta época fue el tren diseñado por el ingeniero Alejandro Goicoechea, el llamado Talgo (Tren Articulado Ligero Goicoechea Oriol). Desde 1942 se estuvieron realizando pruebas con trenes experimentales y con el primer modelo de serie, el Talgo I, que años después entraría en servicio.
En 1949 se aprueba un nuevo plan Guadalhorce, oficialmente el «Plan General de Reconstrucción y Reformas Urgentes», que recupera y refuerza la red ferroviaria, y marca el comienzo de la electrificación de la misma. Formaba parte del plan Guadalhorce la adquisición de nuevo material rodante: se compran 200 locomotoras, 5.000 vagones y 400 coches de viajeros. La puesta en marcha de los trenes Talgo es el icono de la modernización de los ferrocarriles españoles (primera línea: Madrid-Hendaya, inaugurada en julio de 1950), pero la reforma era mucho más profunda e incluía la instalación de modernos Centros de Tráfico Centralizado y la automatización en la regulación del tráfico. Las inversiones se detienen bruscamente a principios de los años 60 por un informe del Banco Mundial en 1962, en él se aconseja al gobierno franquista que abandone la construcción de las nuevas líneas y se concentre en la consolidación, mantenimiento y modernización de la red ya existente. Así, Línea Baeza-Utiel quedó abandonada cuando su construcción se encontraba muy avanzada y solo faltaba la instalación de las vías. El Ferrocarril Santander-Mediterráneo también quedó inacabado, con la mayor parte de la línea construida y a escasos 63 km que separaban Cidad de Valdeporres y la ciudad de Santander. Sin embargo, se finalizarán otros ferrocarriles en construcción como la línea Zamora-La Coruña (1958) y el directo Madrid-Burgos (1968). Entre 1964 y 1965 se produce el primer cierre de líneas deficitarias, la mayoría de ellas con un trazado corto.
La nueva política ferroviaria que emprende el Régimen franquista está en línea con las directrices del Plan de Estabilización de 1959, cuyo objetivo era alcanzar una estabilización y liberalización de la economía española. Así, el camino emprendido por el ferrocarril en estos años va a ir parejo al que se denominó el Milagro económico español.

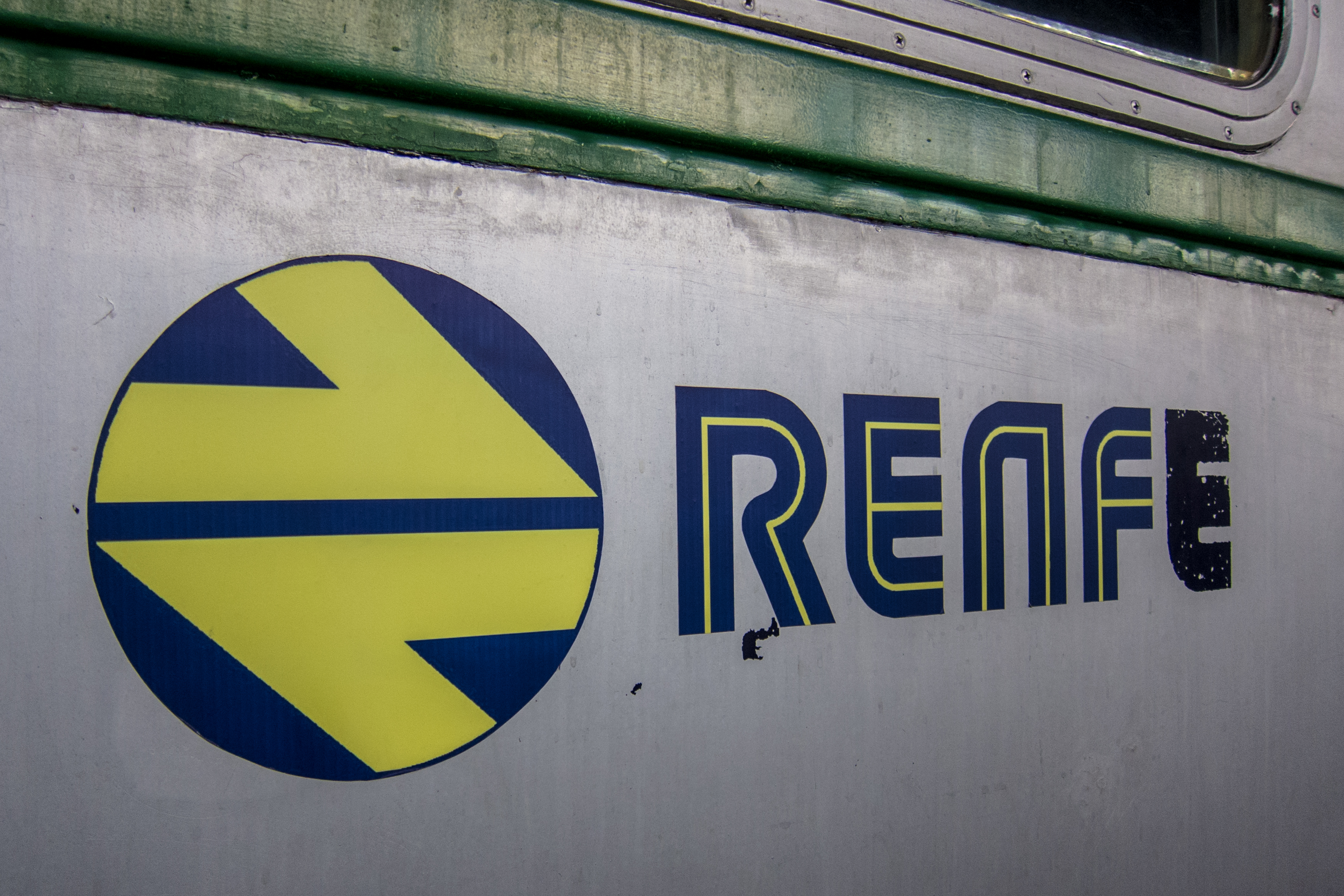
Antiguo logo de RENFE, diseño de Juan Toribio, conocido como "la galleta".

Bajo las líneas marcadas anteriormente por el Banco Mundial, en 1964 se aprueba el Plan Decenal de Modernización (1964-1973), que tiene el utópico objetivo de que el ferrocarril sea rentable económicamente. Con la entrada de capitales extranjeros se posibilitaba la importación de petróleo y una progresiva sustitución de la tracción vapor, aunque esta todavía continuaría prestando servicio en numerosas líneas secundarias. La modernización del parque móvil y la mejora de la red ferroviaria llevaron a la entrada en servicio de los Talgo III o la importación en 1967 de las locomotoras Serie 279, que en Europa constituyeron las primeras locomotoras eléctricas japonesas en ser importadas. En ese mismo año en Madrid se inauguraron la nueva Estación de Chamartín y el Túnel de la risa que conecta esta estación con la de Atocha, finalizando dos proyectos que habían sido iniciados tres décadas antes. Con la inauguración de Chamartín, esta absorbió buena parte del tráfico ferroviario de la capital, lo que llevó a que se redujera considerablemente la importancia de la Estación del Norte y al cierre de la Estación de Delicias el 1 de julio de 1969. Coincidiendo con la inauguración de Chamartín, en Barcelona comienzan las obras para la construcción de la Estación de Sants, con la intención de que esta centralice el tráfico de la ciudad condal.
En 1968 se inauguró el ferrocarril directo Madrid-Burgos, que hasta la actualidad ha constituido la última gran línea de ancho ibérico en ser construida. España queda definitivamente muy por detrás en la densidad de su red ferroviaria con respecto a Reino Unido, Alemania, Francia o Italia. 
A nivel general se renuevan las vías, se construyen estaciones de mercancías, se mejoran los sistemas de seguridad y comunicaciones, y progresivamente las locomotoras de tracción vapor van siendo sustituidas por otras diésel y eléctricas. Antes de finales de la década de los 60, RENFE elimina la tercera clase de sus coches y crea a su vez la clase turista. Dentro del Plan Decenal de Modernización también se encuentra la incorporación al tren de más viajeros, especialmente en un momento en que el coche gana posiciones al tren, para lo que se invierte en integrar el ferrocarril en las ciudades. Se llega a establecer la velocidad de 140 km/h como velocidad comercial en toda la red básica.

### El nacimiento de FEVE

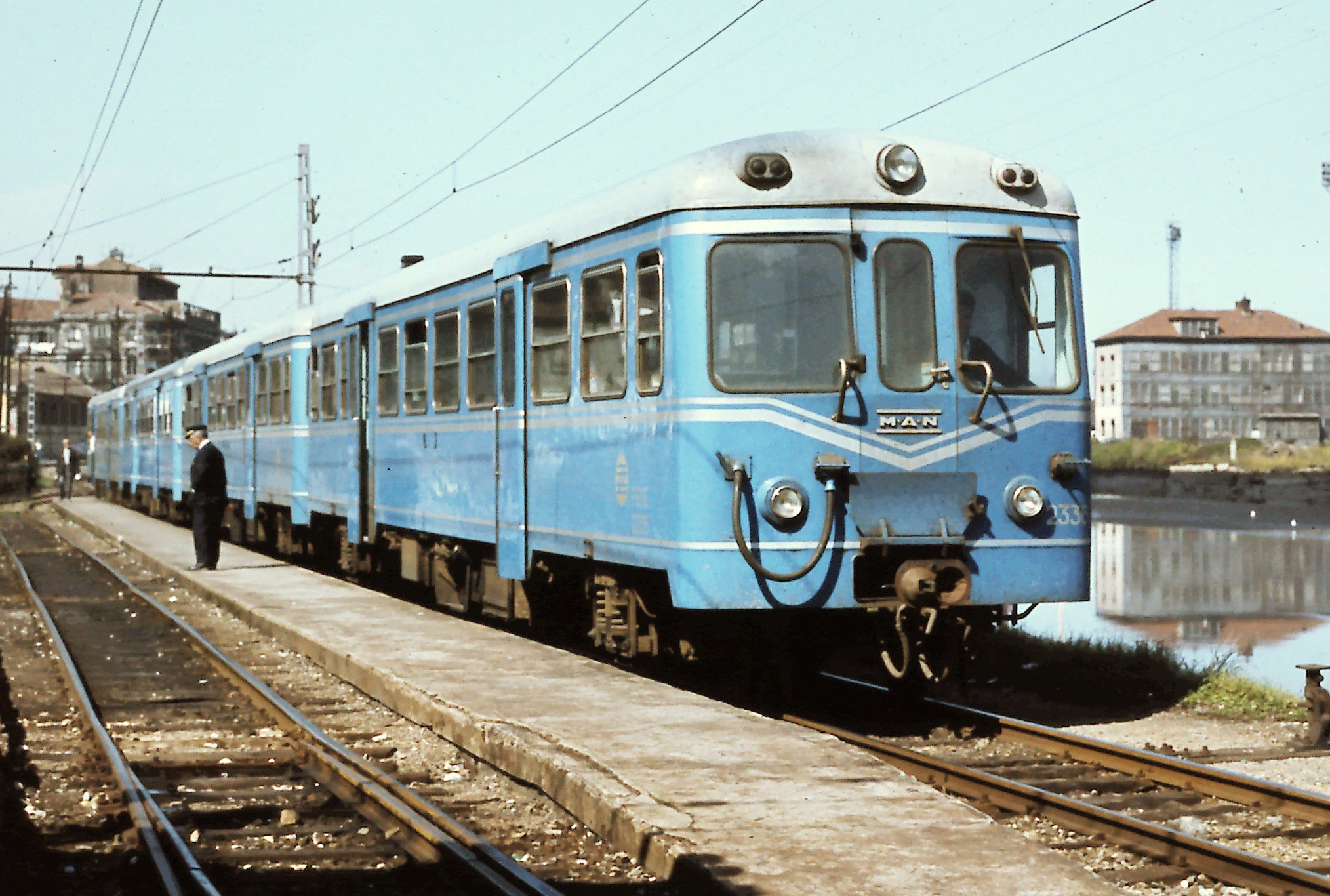
Unidad de la serie 2300 de FEVE estacionado en Avilés (1977).

La creación en 1941 de RENFE a cargo de las líneas de ancho ibérico hizo que Explotación de Ferrocarriles por el Estado (EFE) viera limitado su ámbito de actuación a las líneas de vía estrecha. Los ferrocarriles de ancho métrico todavía van mantener su existencia, aunque con la llegada de la década de los 60 numerosas compañías de ferrocarriles entraron en quiebra y desaparecieron, debiendo ser administradas sus líneas por EFE. Por ejemplo, ya el 1 de agosto de 1951 los Ferrocarriles de Mallorca fueron intervenidos por el estado y en 1959 quedaron bajo gestión completa de EFE. Hasta comienzos de la década de 1970 un torrente de nuevas líneas siguió afluyendo a gestión estatal, lo que obligó que EFE fuera reestructurada y a que se creara Ferrocarriles Españoles de Vía Estrecha (FEVE) en 1965.
La nueva compañía englobó un gran número de líneas deficitarias, al igual que un material ferroviario muy anticuado y en muy mal estado. Debido a que muchas de estas líneas eran ferrocarriles mineros o líneas locales, llegaron a FEVE en un estado deficitario o de poca rentabilidad que obligó a su clausura. También se integraron líneas ferroviarias de propiedad estatal, como el Ferrocarril Ferrol-Gijón cuya construcción se completó en 1972. Para esa fecha, la casi totalidad de los ferrocarriles de vía estrecha había pasado a control de FEVE.

### El final de una época
La irrupción de los vehículos a motor desde mediados de la década de 1960 había supuesto un serio competidor para el ferrocarril, y esto se manifestó con mayor fuerza en las ciudades: ahora que los utilitarios ganaban fuerza, los tranvías eran vistos como un entorpecimiento del tráfico por las calles de las grandes urbes. La llegada de la década de 1970 supuso la paulatina desaparición y desmantelamiento de las antaño importantes redes de tranvía: el último que estuvo en servicio fue el Tranvía de Zaragoza, cuya última línea dejó de prestar servicio en enero de 1976.

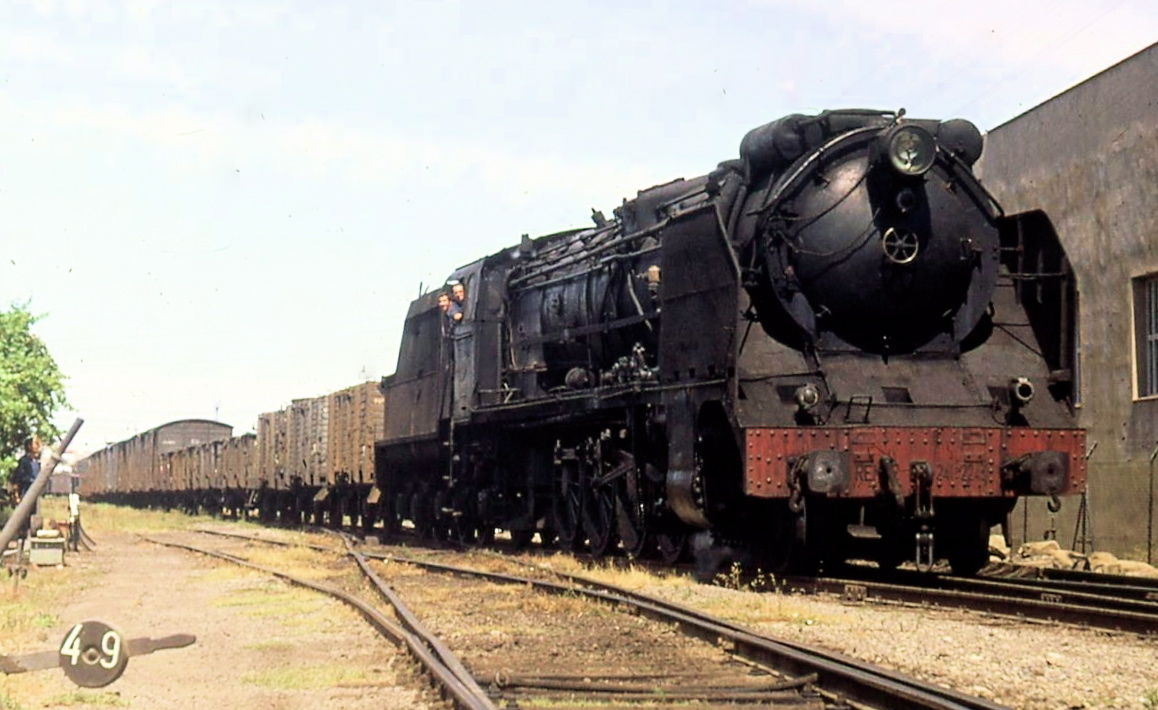
La locomotora RENFE 241F-2243 circula por las instalaciones de Zaragoza-Arrabal (1970).

A consecuencia de la crisis del petróleo de 1973, la economía española empieza a frenarse y a entrar en una profunda crisis. Esto ocurre coincidiendo con los últimos años de la Dictadura franquista, cuya estructura política cada vez se muestra más debilitada. A pesar de la crisis, RENFE continúa con sus programas de reformas: a mediados de década se empieza a experimentar con la alta velocidad, 190 km/h, con el objetivo de implantarla en la línea Madrid-Barcelona. El año 1975 marcaría un antes y un después en la historia del ferrocarril en España, ya que durante este año se produjo el fin oficial de la tracción vapor. El 23 de junio fue puesta fuera de servicio una de las últimas locomotoras de vapor de RENFE, una «Mikado» matrícula 141-F-2348, en la estación de clasificación de Vicálvaro (Madrid).
Aunque este evento simbólico suele señalarse como el final de la tracción a vapor en España, lo cierto es que esta continuó operativa a menor escala en varios puntos de la geografía española. En la línea Andorra-Escatrón continuaron estando operativas las locomotoras vapor hasta su supresión en agosto de 1984. Situación parecida se dio durante aquellos años en otros trazados de carácter minero, como el ferrocarril de Riotinto o el ferrocarril Ponferrada-Villablino. 
El 20 de noviembre de 1975 se producía el fallecimiento de Francisco Franco y con ello dio comienzo el inicio del fin del franquismo. Para RENFE significará el comienzo de una nueva época, en la búsqueda por ofrecer unos servicios eficientes y modernos al público. Antes de finalizar la década de 1970, con vistas a aumentar la seguridad en 1978 se implanta el sistema de seguridad ASFA, una reproducción en cabina de las señales que impide de forma automática que se rebase una señal en rojo. Otra de las consecuencias de la crisis del combustible (que sufrió un repunte en 1979 con la segunda crisis del petróleo) fue el dar un nuevo impulso a la electrificación de las principales líneas ferroviarias: Ya en 1973 se había electrificado el ferrocarril Valencia-Tarragona, al que en 1976 siguieron los trazados Sevilla-Córdoba, Miranda de Ebro-Zaragoza o Espeluy-Jaén. Tres años después fueron electrificadas las líneas Córdoba-Málaga, Alcázar de San Juan-Chinchilla, Chinchilla-Játiva, y el tramo Guadalajara-Torralba. En 1981 se completó la electrificación de toda la Línea Madrid-Barcelona, donde además se estaba acometiendo la instalación de la doble vía.
A pesar de la consecución de grandes obras ferroviarias, como el "Directo Madrid-Burgos" o la colosal estación de Madrid-Chamartín, el ferrocarril español, en consonancia con la tendencia mundial, atravesaba una grave crisis que con los cambios políticos que se iban produciendo, provocó los primeros intentos de racionalización de una red infrautilizada e ineficiente. En 1979 se inauguró la Estación de Barcelona Sants, que concentró el principal tráfico ferroviario de la ciudad condal tras el cierre en 1972 de la antigua estación del Norte. Sin embargo, los déficit ferroviarios cada vez suponían un mayor problema tanto para RENFE como para el estado.

## La modernización

### Hacia el nuevo ferrocarril
En 1979 se firmó el l primer Contrato Programa, un acuerdo por el que el Estado aportaba los recursos económicos necesarios para la explotación y las inversiones mientras que RENFE se comprometía a mejorar la calidad de sus servicios y a elaborar un plan que permitiese su recuperación.
En la década de 1980 se planteó la cuestión de la rentabilidad económica de la red. Basándose en el hecho de que el 68% del tráfico ferroviario se realizaba en 5.000 de los 13.500 km de vía de la red, se elaboró un plan dentro del contrato programa acordado con el gobierno, conocido como cerrojazo, para ir cerrando aquellas líneas que no fueran rentables económicamente, olvidando en gran medida la rentabilidad social del ferrocarril. En enero de 1985, siendo ministro de Fomento Enrique Barón, se clausuraron 914 km de ferrocarril que afectaban a 12 líneas y 132 estaciones, mientras que otros 933 km se mantuvieron para el servicio exclusivo de mercancías. Algunas de las líneas afectadas fueron la Santander-Mediterráneo, Valladolid-Ariza, Plasencia-Astorga, Almendricos-Guadix, La Fuente de San Esteban-Barca de Alba, Jaén-Campo Real, Valencia-Liria, Calatayud-Valencia, etc. Por su parte, las Comunidades autónomas salieron al rescate de otros 600 km para evitar su cierre. En algunos casos los informes relativos a las pérdidas de esas líneas contenían datos manipulados o falsos, como añadir trabajadores de electrificación en líneas que no disponían de esta, y así justificar su clausura.
Con el nuevo sistema político la empresa FEVE, que a comienzos de la década de 1980 todavía seguía arrastrando una grave crisis, cedió a algunas regiones la propiedad de varias de sus líneas. La primera fue Cataluña, donde en 1979 se constituyó el ente Ferrocarriles de la Generalidad de Cataluña (FGC). En el País Vasco se creó Euskotren en 1982, seguido de Ferrocarriles de la Generalidad Valenciana (FGV) en 1986 y de los Servicios Ferroviarios de Mallorca (SFM) en 1994, organismos que recibieron la gestión de los ferrocarriles de vía estrecha, tranvías o suburbanos a medida que algunas comunidades autónomas fueron recibiendo las competencias en esta materia. Por su parte, durante aquella década FEVE emprendió una profunda renovación de material e infraestructuras, enfocando sus servicios en el ámbito de cercanías y trenes locales. A partir de 1983 comenzó a operar un tren turístico, el llamado Transcantábrico, que acabaría convirtiéndose en un servicio estrella.

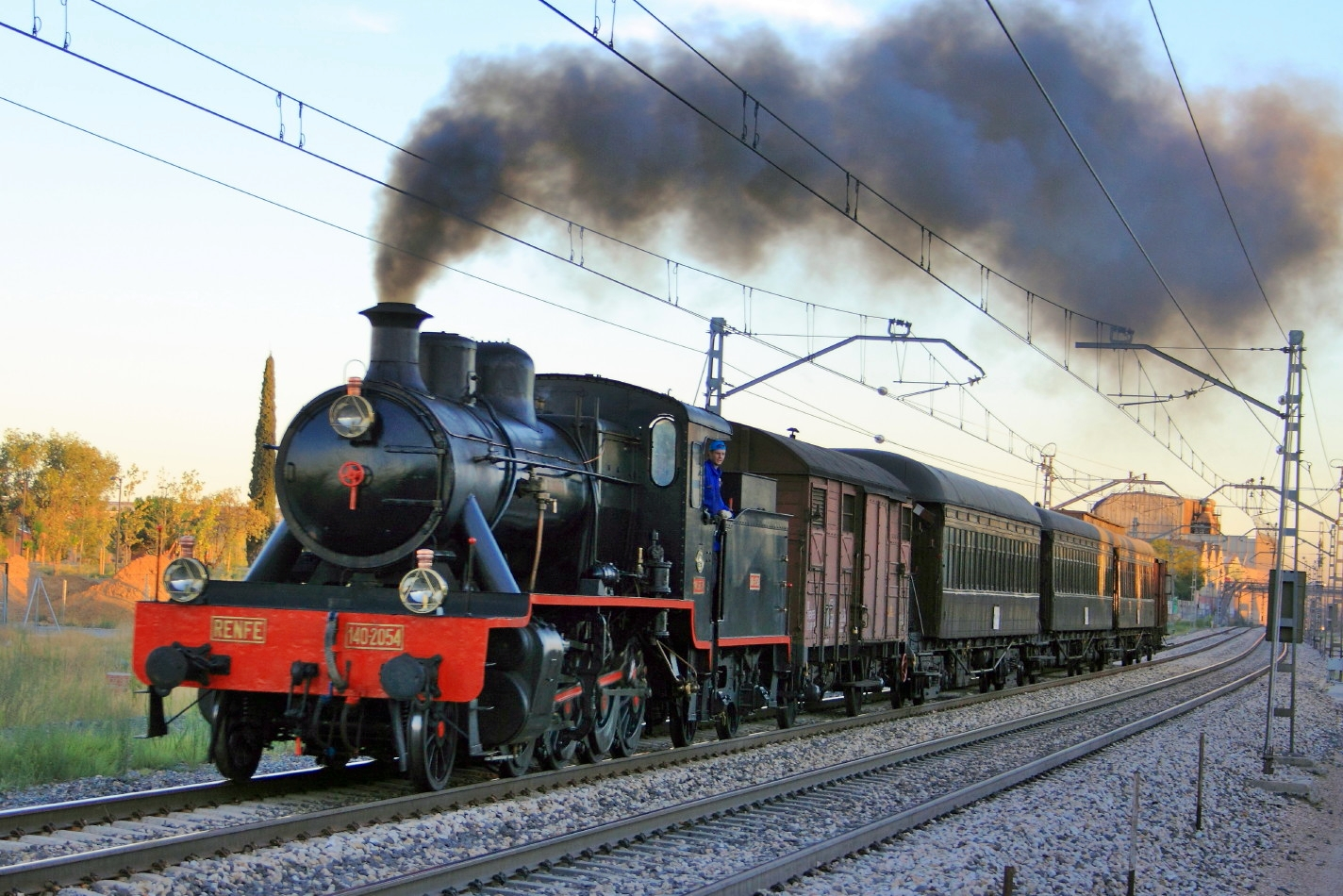
El tren de la Fresa tirado por una locomotora de la serie 140 de RENFE, a su paso por Getafe (2012).

En 1983 fue inaugurado el Museo del Ferrocarril de Madrid, con sede en la antigua estación de Delicias, aunque desde 1967 ya había existido un Museo ferroviario en el Palacio de Fernán Núñez. Años después le seguirá el Museo del Ferrocarril de Cataluña, ubicado en la localidad de Villanueva y Geltrú (Barcelona) e inaugurado en 1990. En los años siguientes les siguieron nuevos museos que se fueron inaugurando por todo el país. También se puso en marcha la modalidad de los trenes turísticos, en un intento de atraer al público hacia el ferrocarril más allá de los servicios comerciales. Destacaría en este sentido el llamado «Tren de la Fresa», nombre comercial con el que se conoce a un servicio especial que realiza el recorrido entre Madrid y Aranjuez con material histórico. En la zona de las Minas de Riotinto se llegó a rehabilitar a comienzos de la década de 1990 el antiguo ferrocarril minero para su uso recreativo dentro del denominado ferrocarril turístico minero. Este tren emplea las dos locomotoras de vapor más antiguas de España que actualmente se mantienen en servicio, así como otro tipo de material histórico.
En 1986-1987 se aprueba el Plan de Transporte Ferroviario, que tiene como objetivo conseguir velocidades por encima de los 200 km/h, para lo que se realizan obras de mejora de las líneas. En este sentido, el objetivo principal es lograr el establecimiento de una doble vía a 200 km/h en el triángulo Madrid-Barcelona-Valencia, de los que mayor soporta. Otra de las principales actuaciones que prevé el plan es la construcción para un Nuevo Acceso Ferroviario a Andalucía (NAFA), para el cual el gobierno tomará una decisión fundamental: en 1988 decide que el NAFA y las nuevas líneas de Alta velocidad que en adelante se construyan lo sean en ancho UIC (ancho europeo). En 1990 continuaba la construcción del NAFA, cuya llegada suponía en parte la reorganización de las antiguas estaciones en Sevilla o Córdoba. En la capital hispalense se construyó la nueva estación de Santa Justa para concentrar el tráfico ferroviario en Sevilla, mientras eran desmanteladas las estaciones de San Bernardo y Plaza de Armas. Gran parte de estas obras realizadas en la ciudad hispalense tenían otro motivo: la celebración de la Exposición Universal de 1992 (Expo'92). En Barcelona se produjo una reorganización del entramado de vías que circulaba por distintas zonas de la ciudad, así como la mejora y adecuación de la estación de Barcelona-Término (renombrada como estación de Francia). En el caso de la ciudad condal las obras estaban relacionadas con los Juegos Olímpicos de 1992. La línea de alta velocidad Madrid-Sevilla fue inaugurada el 14 de abril de 1992, coincidiendo con la Expo 92, y a los siete días comenzó el servicio comercial.

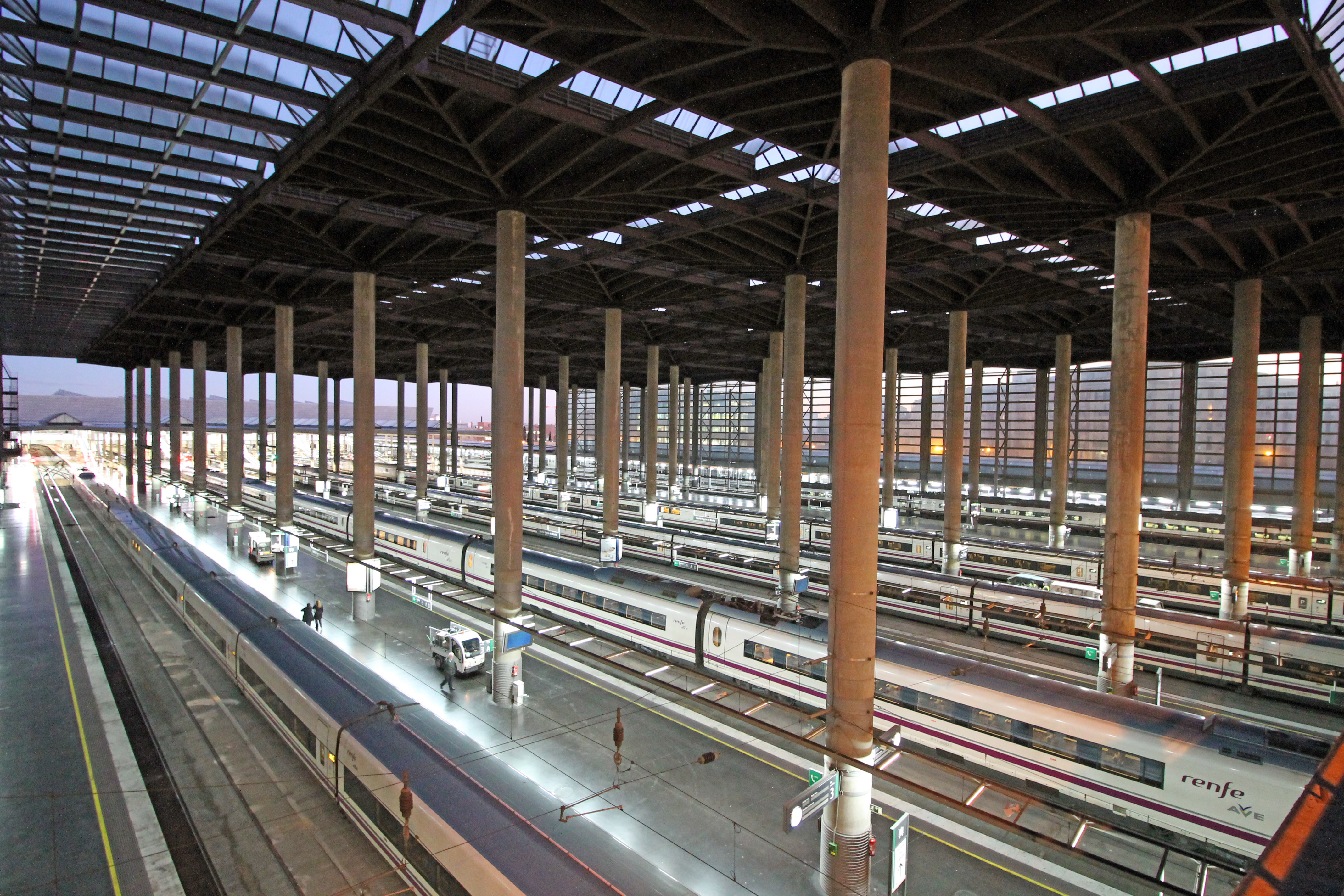
Andenes de la ampliación de la Estación de Atocha, diseñada por Rafael Moneo y ejecutada entre 1985 y 1992.

En Madrid también se producirían reformas en las estaciones de la ciudad, especialmente en la de Atocha, que a finales de los años 80 empezaba a dar síntomas de saturación y escasez de instalaciones. Entre 1985 y 1992 se llevó a cabo una gran obra de remodelación bajo la dirección del arquitecto Rafael Moneo y que consistió en la construcción de 2 nuevas estaciones de gran capacidad completamente nuevas: las estaciones de Puerta de Atocha y Atocha-Cercanías. Mientras la estación de Atocha estuvo clausurada por las obras, el tráfico de esta fue absorbido por la de Chamartín. En 1993 la antigua estación del Norte fue clausurada y tras unas profundas reformas, fue inaugurada como un nuevo intercambiador de transportes, renombrado como Príncipe Pío.
Los cambios de costumbres, con el crecimiento de la población urbana y en especial de las periferias, hacen que se incremente espectacularmente el tráfico de cercanías, lo que llevaría a la necesidad de efectuar importantes inversiones. Así pues, comienza a desarrollarse un importante servicio de Cercanías en las ciudades más importantes del país: durante aquellos años se inauguraron las actuales redes de Madrid, Barcelona, Valencia, Bilbao o Málaga.
La aplicación de la directiva europea 91/440, que imponía la Liberalización del transporte ferroviario en España, y la eficiencia económica, implicó que la compañía se subdividiese en varias unidades de negocio. Esto supuso la desaparición del modelo de organización territorial que se había mantenido en RENFE desde su creación, con la división de su administración por zonas. A partir de ese momento, se articulará en torno a cinco unidades de negocio principales: Cercanías, Media Distancia, Larga Distancia, Alta Velocidad o Mercancías. El 30 de diciembre de 1998 fue fundada la empresa Gestor de Infraestructuras Ferroviarias (GIF), una entidad pública empresarial que se creó debido a las medidas del transporte ferroviario que la Unión Europea comenzó a impulsar a partir de la Directiva del Consejo 91/440/CEE sobre el Desarrollo de los Ferrocarriles Comunitarios. Entre otras cuestiones, esta directiva establecía la separación entre los operadores de los trenes y el sujeto gestor de las infraestructuras. El material móvil y su explotación quedaron en manos de RENFE, aunque estuvo previsto que por las líneas ferroviarias circulara cualquier compañía privada que lo solicitara. Será GIF precisamente la encargada de iniciar ese año la construcción de la línea de alta velocidad Madrid-Barcelona.

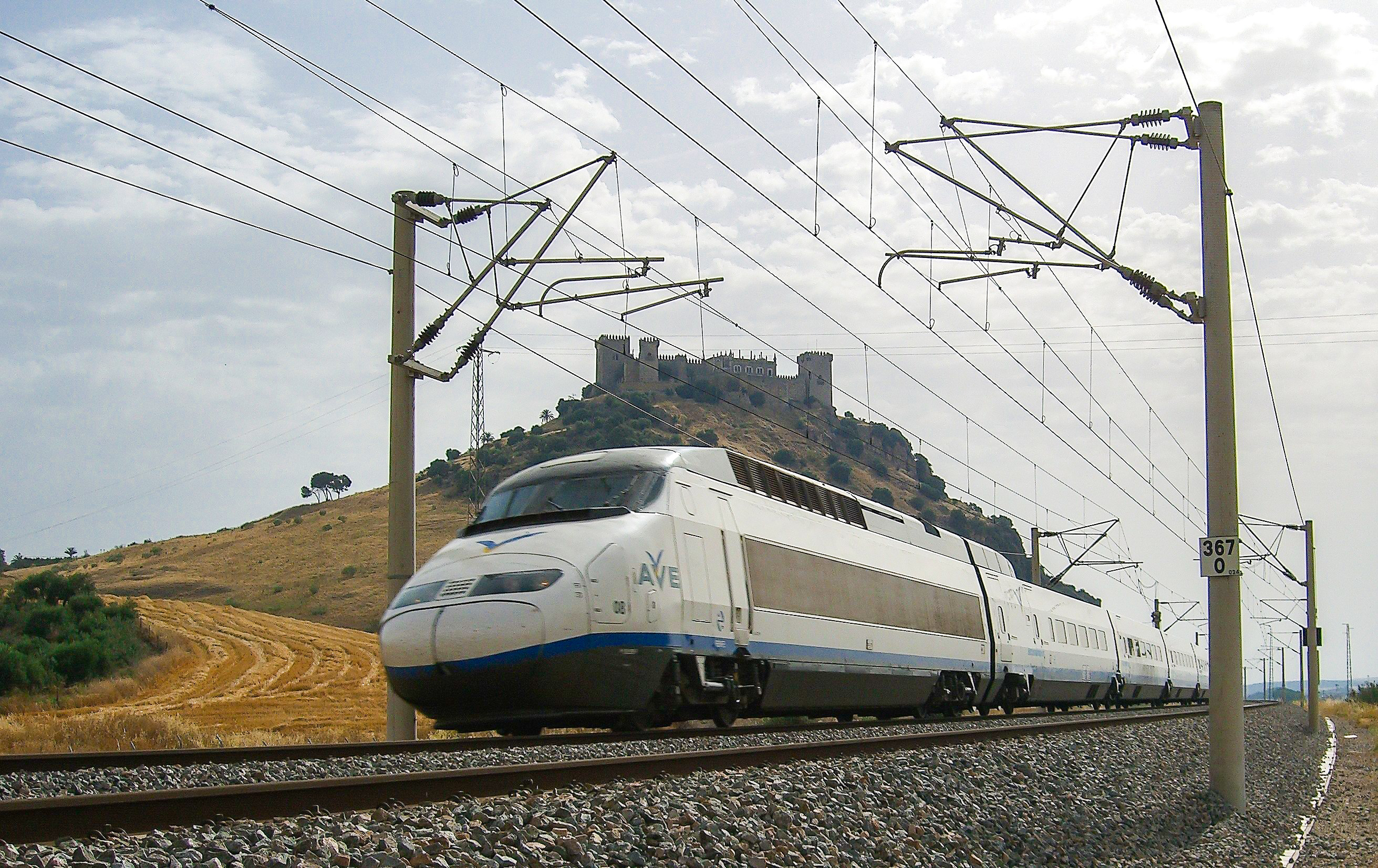
Unidad AVE de la Serie 100 de Renfe cerca de Almodóvar del Río.

### La irrupción del AVE
En abril de 1992 se inaugura la primera línea de alta velocidad en España, la línea Madrid-Sevilla. Esta infraestructura está integrada en las obras para favorecer el desarrollo del sur español y de la Exposición Universal de Sevilla de 1992. El nombre de esta nueva infraestructura, que se construye con ancho de vía europeo internacional, es de AVE, Alta Velocidad Española. El AVE llega a alcanzar los 300 km/h.
El Plan Director de Infraestructuras que se puso en marcha en los años 1990 con un plazo de 15 años, pone en marcha, aparte del mantenimiento de la red básica, la extensión de la red de alta velocidad de ancho internacional. La siguiente línea que se abriría, no exenta de polémica y problemas, sería la de Madrid-Barcelona, a la que seguirían la construcción de la de Madrid-Segovia-Valladolid, con el túnel de la sierra de Guadarrama, y el ramal a Irún-Francia, que será conocido como la "Y" vasca, así como la unión de esta con la línea de Madrid-Barcelona en Zaragoza. También se puede destacar la llegada del AVE a la Comunidad Valenciana atravesando Castilla-La Mancha, así como la continuación por Andalucía llegando a Málaga. El 16 de junio de 1997 comenzó a funcionar el servicio Euromed, un nuevo servicio de Alta velocidad para ancho ibérico que operaba en el trayecto de Barcelona, Valencia y Alicante.

### La llegada delsigloXXI
El 3 de junio de 2003 tuvo lugar el grave accidente ferroviario de Chinchilla debido a la colisión frontal de dos trenes cerca de la estación de Chinchilla, un nudo ferroviario situado en el municipio castellano-manchego de Chinchilla de Montearagón, que acabó con la vida de 19 personas y dejó unos 50 heridos.
En noviembre de 2003 se publicó la Ley del Sector Ferroviario, que da visos de realidad a la liberalización del sector y que implicó el fin del monopolio del transporte ferroviario que imperaba en España desde finales de la guerra civil. De acuerdo a la nueva legislación, el 31 de diciembre de 2004 el Gestor de Infraestructuras Ferroviarias (GIF) se volvió a integrar en RENFE y a las 00:00 del 1 de enero de 2005 esta desapareció y fue sustituida por dos nuevos organismos: Administrador de Infraestructuras Ferroviarias (ADIF), que será el encargado de administrar la gestión de la infraestructura y realizar las inversiones para la construcción de nuevas líneas, y Renfe Operadora, encargada del transporte de pasajeros y mercancías, en régimen de competencia con otras empresas.
El 3 de julio de 2006 tuvo lugar un accidente ferroviario en la red de Metrovalencia, cuando un convoy con unas 150 personas a bordo descarriló en una curva cercana a la estación de Jesús causando la muerte a 43 personas e hiriendo a 47. El sistema de seguridad era el denominado Frenado Automático Puntual (FAP), que se había instalado en 1999. Debido al elevado número de muertos, es considerado el accidente de metropolitano más grave de la historia de España.
La construcción de las líneas de Alta Velocidad continuó y en algunos casos se concluyeron: En 2005 se inauguró la línea de alta velocidad La Sagra-Toledo, que sustituía a la antigua línea de ancho ibérico; A finales de 2007 fueron inauguradas la línea de alta velocidad Madrid-Segovia-Valladolid, la Córdoba-Málaga y el tramo Lérida-Tarragona de Alta velocidad. A comienzos de 2008 los primeros trenes AVE llegaron a la Estación de Barcelona-Sants, diez años después de que comenzaran las obras. En 2010 se inauguró otra gran obra, la Línea de alta velocidad Madrid-Levante. El estreno de este nuevo ferrocarril implicó la entrada en servicio de nuevas estaciones adaptadas para los servicios AVE: la Estación de Valencia-Joaquín Sorolla o la Estación de Cuenca-Fernando Zóbel.
Desde abril de 2012 el Ferrocarril directo Madrid-Burgos, que en los últimos años se encontraba en una franca decadencia, dejó de prestar servicio en todo su trazado debido a unos desprendimientos de roca que acabaron provocando el cierre de la línea.
Ferrocarriles Españoles de Vía Estrecha (FEVE) originalmente quedó exenta del nuevo escenario, aunque el 20 de julio de 2012 el Gobierno de Mariano Rajoy acordó que esta quedase extinguida el 31 de diciembre de 2012, dividiéndose en dos como había ocurrido con RENFE: La infraestructura fue transferida a Adif, y la explotación de los ferrocarriles a Renfe Operadora.

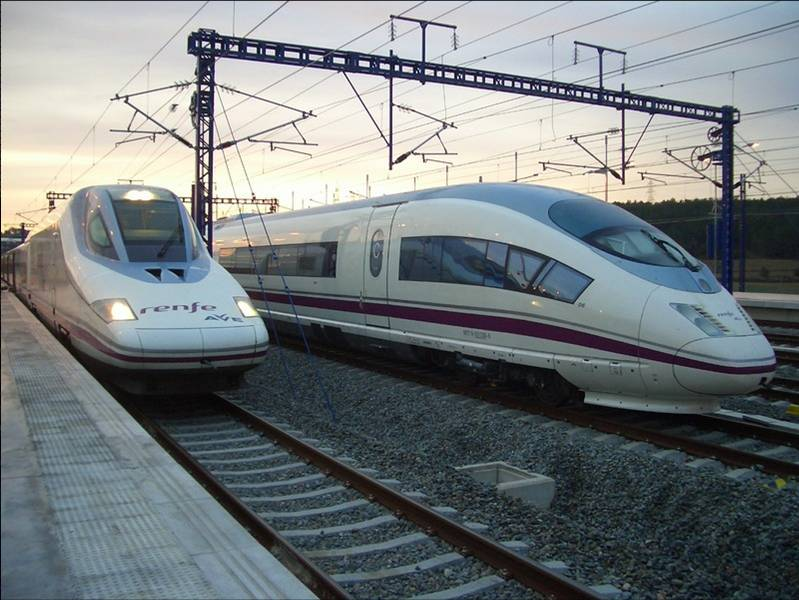
Trenes del AVE modelos RENFE Clase 102 (izquierda) y RENFE Clase 103 (derecha), en una fotografía de 2009.

Debido en parte a la crisis económica, en mayo de 2013 el Ministerio de fomento decidió suprimir 48 líneas de Media distancia operadas por Renfe operadora que no resultaban económicamente rentables y que acumulaban déficit. Otras líneas de ancho ibérico han sufrido en los últimos años una drástica reducción en la frecuencia y calidad de sus servicios, especialmente en aquellas que afectan a Extremadura. También destacó el cierre parcial al tráfico que sufrió el ferrocarril directo Madrid-Burgos en 2011.
En 2021 apareció por primera vez una alternativa al AVE de Renfe. Los trenes de Ouigo, la marca low-cost del operador francés SNCF, empezaron a circular con un servicio de alta velocidad entre Madrid y Barcelona a un precio más bajo que el de Renfe.

## Accidentes ferroviarios
Desde la implantación del ferrocarril en España a mediados del siglo XIX hasta nuestros días el tráfico ferroviario se ha visto marcado por diversos accidentes graves. Prescindiendo de siniestros provocados por arrollamiento de personas o vehículos, el primer accidente ferroviario en las líneas españolas en el que se produjeron víctimas mortales fue probablemente el descarrilamiento sucedido el 28 de noviembre de 1852 en las inmediaciones del kilómetro 4 del ferrocarril Madrid - Aranjuez, punto de su trazado que se hallaba situado en aquella fecha en el municipio de Vallecas, entre el Cerro Negro y el antiguo puente por el que dicha línea salvaba el canal del Manzanares, y actualmente enclavado en el municipio de Madrid, a la altura de la actual estación de mercancías de Santa Catalina. En el referido accidente, la locomotora y el primer coche de la composición de un tren de viajeros que se dirigía de Madrid a Aranjuez cayeron por un terraplén, resultando muertos el fogonero y el interventor que prestaban servicio en el convoy.
Tres años más tarde, el 27 de septiembre de 1855, en el mismo tramo del entonces inconcluso ferrocarril Madrid - Alicante, y también en las cercanías de Madrid, se dio el primer accidente con cinco o más víctimas mortales acaecido en los ferrocarriles españoles, al hundirse al paso de una locomotora que circulaba aislada el puente situado en el punto kilométrico 1,900 de la mencionada línea, correspondiente al paso de la misma sobre el arroyo Abroñigal, el cual en el momento de ocurrir el suceso llevaba un crecido caudal a causa de una intensa tormenta caída horas antes en la zona. Desde aquel accidente, se han producido en los ferrocarriles españoles unos ciento noventa siniestros con cinco o más víctimas fatales; de ellos, en aproximadamente 85 hubo 10 fallecidos o más, y en unos 35 la cifra de decesos superó la veintena. De estos últimos, el primero aconteció el 7 de octubre de 1863 en la provincia de Gerona y el más reciente es el sucedido en las cercanías de la estación de Santiago de Compostela el 24 de julio de 2013.